# Bombardement de Tokyo du 10 mars 1945
Vous lisez un « bon article » labellisé en 2025.
Seconde Guerre mondiale
Le bombardement de Tokyo du 10 mars 1945 est un raid aérien mené par les United States Army Air Forces (USAAF) dans la nuit du 9 au 10 mars 1945. Cette attaque, baptisée « Opération Meetinghouse » par l’USAAF, est connue au Japon sous le nom de « Grand raid aérien de Tokyo » (東京大空襲 (Tōkyō dai-kūshū). Les bombes larguées par 279 bombardiers lourds Boeing B-29 Superfortress détruisent une grande partie de l’est de la ville et tuent plusieurs dizaines de milliers de personnes (entre 90 000 et 100 000), civiles pour la plupart. De plus, un million de personnes se retrouvent sans abri, ce qui en fait l’attaque aérienne la plus destructrice de l’histoire, surpassant même les bombardements atomiques d’Hiroshima et de Nagasaki.
Les défenses anti-aériennes et civiles japonaises se révèlent largement insuffisantes pour faire face à l'attaque américaine, puisque seuls 14 avions américains et 96 membres d'équipages sont perdus au cours de l'opération. L’attaque de Tokyo marque une intensification des raids aériens sur le Japon, amorcés en juin 1944. Avant l'opération Meetinghouse, l’USAAF concentre ses efforts sur une campagne de bombardements de précision visant les installations industrielles japonaises. Ces attaques échouent généralement, ce qui conduit à la décision de recourir aux bombardements incendiaires, nettement plus meurtriers et destructeurs. L’opération menée aux premières heures du 10 mars constitue le premier grand raid incendiaire contre une ville japonaise. Les unités de l’USAAF adoptent des tactiques très différentes de celles employées lors des raids de précision, notamment en bombardant de nuit à basse altitude. Les destructions massives causées par le raid entraînent l’adoption de ces tactiques comme norme pour les B-29 de l’USAAF jusqu’à la fin de la guerre.
La moralité du bombardement incendiaire du 10 mars 1945 est un sujet de débat depuis la fin de la Seconde Guerre mondiale. Ce raid est souvent cité en exemple dans la critique des campagnes de bombardements stratégiques menées par les Alliés. De nombreux historiens et commentateurs ont estimé qu’il est inacceptable au regard de la moralité et du droit que l’USAAF cible délibérément des civils tandis que d’autres ont soutenu que l’USAAF n’avait d’autre choix que de recourir aux tactiques de bombardement de zone, la campagne de bombardements de précision s’étant révélée inefficace. Malgré les considérations morales et les immenses pertes civiles causées, le bombardement de Tokyo et les autres opérations de ce type menées plus tard sont considérées comme des succès par l'armée américaine.
Le bombardement est commémoré au Japon par deux mémoriaux officiels, plusieurs mémoriaux de quartier et un musée privé.

## Contexte
La doctrine de l'USAAF d'avant-guerre mettait l'accent sur le bombardement de précision des installations industrielles essentielles de l'ennemi plutôt que sur le bombardement de zones urbaines à grande échelle. Les premières attaques stratégiques américaines contre l'Allemagne utilisent ainsi des tactiques de précision, les équipages des bombardiers cherchant à identifier visuellement leurs cibles. Au-delà de la théorie, la pratique révèle cependant les difficultés de cette approche : au cours des vingt derniers mois de la guerre en Europe, les attaques non-visuelles représentent environ la moitié des missions de bombardement stratégique contre l'Allemagne. L'armée américaine se résout notamment à bombarder des villes comme Berlin ou Dresde, ou à mener l'opération Clarion.

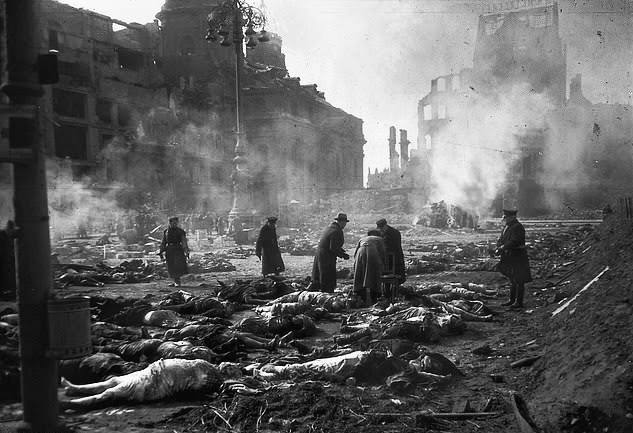
Ruines et victimes civiles du bombardement incendiaire anglo-américain de Dresde en février 1945.

Les attaques américaines contre l'Allemagne ont principalement utilisé des bombes explosives, les bombes incendiaires ne représentant que 14 % de celles larguées par la 8th Air Force. Le Bomber Command britannique s'est concentré pour sa part sur la destruction des villes allemandes du début de l'année 1942 jusqu'à la fin de la guerre, et les bombes incendiaires ne représentent tout de même que 21 % du tonnage des bombes larguées par les avions britanniques. Ces bombardements intensifs des villes allemandes par les forces alliées ont causé la mort de centaines de milliers de civils et provoqué des incendies gigantesques (tempête de feu) dans des villes telles que Hambourg et Dresde.
Les forces japonaises ont elles aussi mené des bombardements sur les villes chinoises tout au long de la seconde guerre sino-japonaise. Peu d'attaques japonaises ont visé des installations industrielles, l'objectif de la campagne aérienne étant surtout de terroriser les civils et de couper les forces chinoises de leurs sources d'approvisionnement. Chongqing, la capitale provisoire de la Chine, a ainsi été fréquemment attaquée par des avions utilisant des bombes incendiaires et explosives qui ont détruit la majeure partie de la ville.

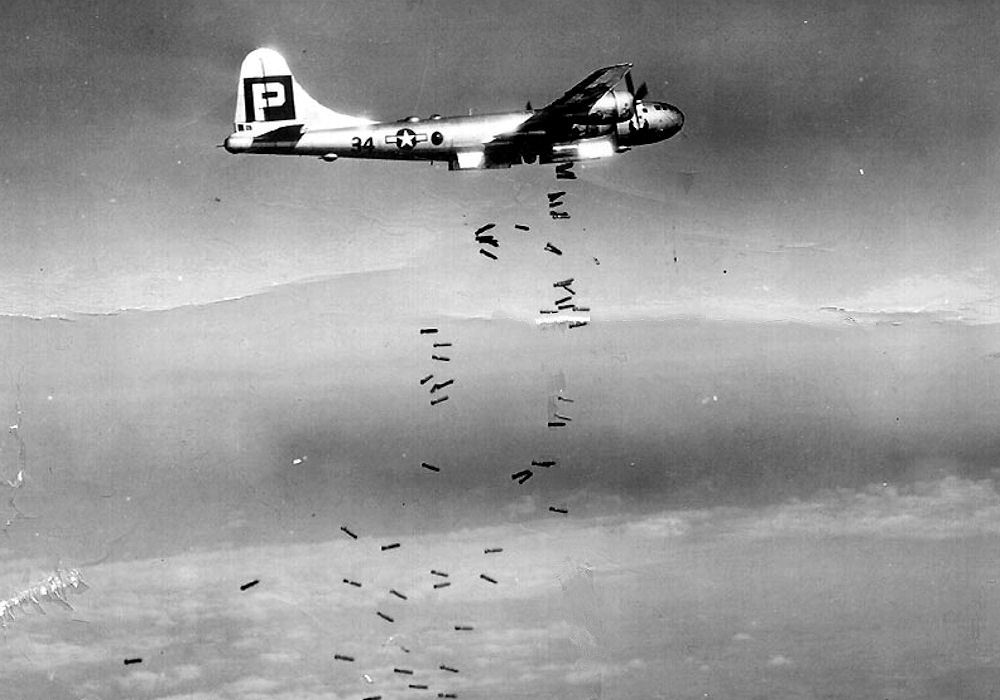
Un B-29 larguant des bombes conventionnelles sur le Japon. Les bombes sont dispersées par le vent, un phénomène courant qui rend difficile le bombardement de précision.

Le raid de Doolittle, le 18 avril 1942, est la première attaque aérienne contre Tokyo, mais il cause peu de dégâts à la ville. En juin 1944, le XX Bomber Command de l'USAAF lance une campagne contre le Japon à l'aide de bombardiers B-29 Superfortress décollant d'aérodromes situés en Chine. Tokyo se trouve à ce moment hors de portée et ne subit donc aucune attaque. La situation change en octobre 1944, lorsque les B-29 du XXI Bomber Command commencent à se déployer sur les aérodromes des îles Mariannes, suffisamment proches du Japon pour permettre de mener une campagne de bombardements soutenue contre Tokyo et la plupart des autres villes japonaises. Le premier vol de Superfortress au-dessus de Tokyo a lieu le 1er novembre, lorsqu'un avion de reconnaissance photographie les installations industrielles et les zones urbaines dans les quartiers ouest de la ville,. Le reste de Tokyo est photographié lors de vols de reconnaissance ultérieurs, et ces images seront ensuite utilisées pour planifier le raid du 10 mars et d'autres attaques sur les zones urbaines.
Le plan global de la campagne de bombardements stratégiques envisagée contre le Japon prévoit qu'elle débute par des raids aériens de précision contre des installations industrielles clés, puis se poursuive si nécessaire par des bombardements incendiaires sur les villes. La première directive relative aux cibles émise à l'intention du XXI Bomber Command par son unité mère, la Twentieth Air Force, le 11 novembre 1944, précise que les cibles principales sont les usines japonaises de construction aéronautique et de moteurs d'avion, qui doivent être attaquées par des bombardements de précision. Les villes japonaises sont, elles, désignées comme cibles secondaires, et les bombardements de zone sont autorisés à leur encontre. La directive indique également que des bombardements incendiaires seront probablement ordonnés contre les villes afin de tester l'efficacité de cette tactique. Il est à noter que la Twentieth Air Force a une structure de commandement inhabituelle, car elle est dirigée personnellement par le général Henry H. Arnold, également commandant en chef des United States Army Air Forces.
Les raids de B-29 sur Tokyo commencent le 24 novembre 1944. Le premier vise une usine de moteurs d'avion située dans la banlieue de la ville et cause peu de dégâts. Les raids suivants du XXI Bomber Command sur la capitale japonaise et d'autres villes utilisent principalement des tactiques de bombardement de précision et des bombes explosives, mais sont en grande partie infructueux en raison des conditions météorologiques défavorables et d'une série de problèmes mécaniques qui affectent les B-29. Ces échecs conduisent à la destitution du chef du XXI Bomber Command en janvier 1945. Le major général Curtis LeMay, commandant du XX Bomber Command, remplace alors le général Haywood S. Hansell. Henry Arnold et le quartier général de la Twentieth Air Force considèrent la campagne contre le Japon telle qu'elle est menée jusqu'alors comme un échec, et LeMay comprend qu'il sera également relevé de ses fonctions s'il ne parvient pas à obtenir de meilleurs résultats que son prédécesseur. Face à ces difficultés, LeMay choisit d'abandonner le bombardement de précision pour passer au bombardement de zone, qu'il juge plus à même d'atteindre les objectifs qui lui sont assignés.
| - Curtis LeMay dans les années 1950. - Henry H.Arnold |

## Préparation

### Premiers raids incendiaires contre le Japon
Les planificateurs de l'USAAF commencent à évaluer la faisabilité d'une campagne de bombardements incendiaires contre les villes japonaises dès 1943. Les principales installations industrielles du Japon de l'époque sont vulnérables à de telles attaques, car elles sont concentrées dans plusieurs grandes villes, généralement directement dans des maisons ou au cœur des zones urbaines. Les planificateurs militaires estiment alors que des bombardements incendiaires sur les six plus grandes villes du Japon pourraient causer des dommages matériels à près de 40 % des installations industrielles du pays et entraîner la perte de 7,6 millions de « mois-homme » de travail. Ils ont également estimé que ces attaques tueraient plus de 500 000 personnes, rendraient environ 7,75 millions de personnes sans abri et forceraient près de 3,5 millions d'autres à être évacuées,. Les plans de l'offensive de bombardement stratégique contre le Japon élaborés en 1943 prévoyaient que celle-ci passerait d'une stratégie axée sur le bombardement de précision de cibles industrielles à une stratégie de bombardement de zone à partir de la moitié de la campagne, prévue pour mars 1945 : c'est globalement ce qui se passe en pratique.

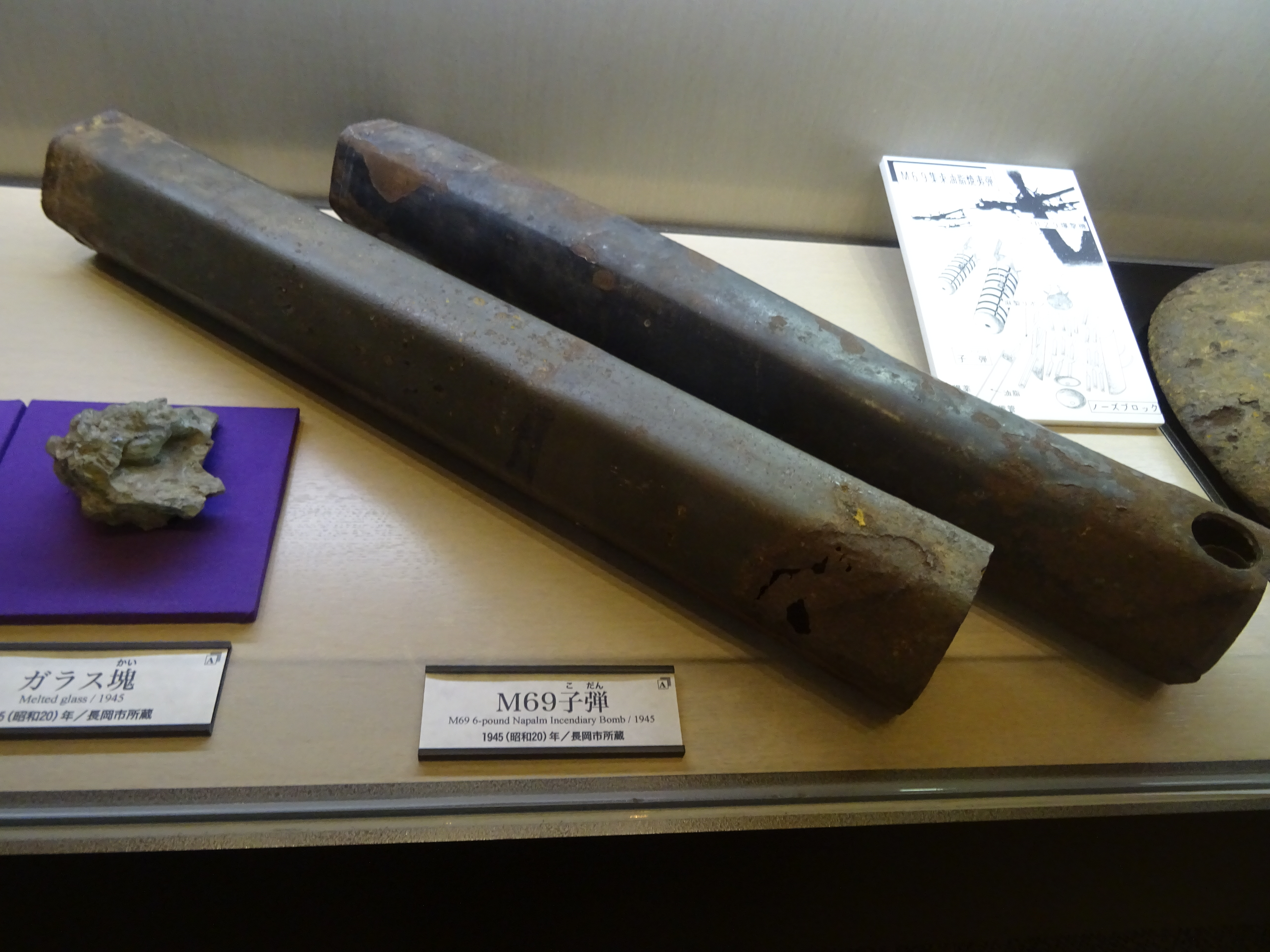
Deux bombes incendiaires M69 exposées au Musée préfectoral d'histoire de Niigata.

Les préparatifs des raids incendiaires contre le Japon commencent bien avant mars 1945. En 1943, l'USAAF teste l'efficacité de ses bombes incendiaires sur des « villes-types » allemandes et japonaises au Dugway Proving Ground,. Ces essais démontrent que les bombes incendiaires M69 sont particulièrement efficaces pour déclencher des incendies incontrôlables. Ces armes sont larguées par grappes depuis des avions et utilisent du napalm comme charge incendiaire. Une fois la bombe tombée au sol, un détonateur allume une charge qui pulvérise d'abord le napalm contenu dans l'arme, puis l'enflamme. Avant mars 1945, des stocks de bombes incendiaires sont constitués dans les îles Mariannes, avec l'intention de les utiliser en masse dans une campagne dédiée.

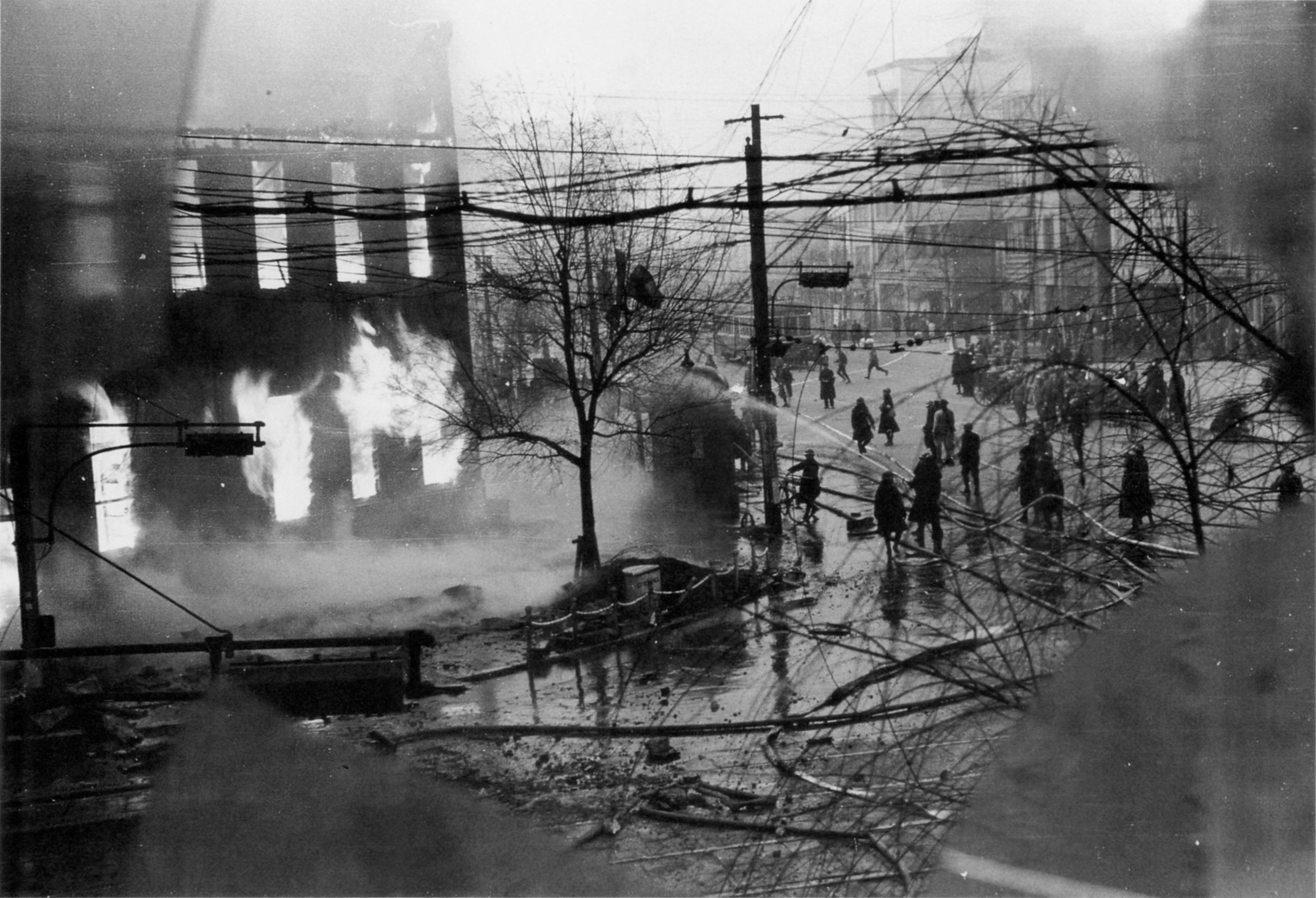
Des pompiers luttent contre les flammes dans le quartier de Ginza, après le raid américain du 27 janvier 1945.

Plusieurs raids sont menés pour tester l'efficacité des bombardements incendiaires contre les villes japonaises. Une attaque incendiaire de faible envergure est lancée contre Tokyo dans la nuit du 29 au 30 novembre 1944, mais elle ne cause que peu de dégâts. Des bombes incendiaires sont également utilisées dans le cadre de plusieurs autres raids. Le 18 décembre, 84 B-29 du XX Bomber Command mènent un raid incendiaire sur la ville chinoise de Hankou (occupée par les Japonais), qui cause d'importants dégâts. Le même jour, la Twentieth Air Force ordonne au XXI Bomber Command d'envoyer 100 B-29 pour un raid de bombardement incendiaire contre Nagoya. Une première attaque a lieu le 22 décembre, visant une usine aéronautique et impliquant 78 bombardiers utilisant des tactiques de bombardement de précision. Peu de bombes incendiaires atteignent cependant la cible. Le 3 janvier 1945, 97 Superfortresses sont envoyés bombarder Nagoya une nouvelle fois. Cette attaque déclenche pour sa part plusieurs incendies, qui sont tout de même rapidement maîtrisés. Cette intervention efficace des pompiers conduit les autorités japonaises à surestimer leur capacité à protéger leurs villes contre les bombes incendiaires. Le raid suivant est dirigé contre Kobe le 4 février, et les bombes larguées par 69 B-29 déclenchent des incendies qui détruisent ou endommagent 1 039 bâtiments.
Le 19 février 1945, la Twentieth Air Force publie une nouvelle directive de ciblage pour le XXI Bomber Command. Si l'industrie aéronautique japonaise reste la cible principale, la directive met davantage l'accent sur les raids incendiaires contre les villes japonaises. Ces dernières doivent dorénavant être ciblées dès que possible, pour faire l'essai des bombes incendiaires et des tactiques associées. Cette « attaque d'essai » est menée contre Tokyo le 25 février 1945. Au total, 231 B-29 décollent, dont 172 arrivent au-dessus de la ville, en formation à haute altitude (et de jour). L'attaque cause la destruction de 28 000 bâtiments, ce qui en fait à ce moment le raid le plus important du XXI Bomber Command et le plus destructeur jamais mené contre le Japon. Curtis LeMay, comme le reste des commandants américains, juge qu'il est une preuve suffisante de l'efficacité des bombardements incendiaires à grande échelle,.
L'échec d'un bombardement de précision sur une usine aéronautique à Tokyo le 4 mars marque le moment à partir duquel le XXI Bomber Command cesse de se concentrer sur ce type d'action au profit d'attaques plus destructrices et meurtrières. Malgré les destructions matérielles importantes, l'ensemble des bombardements subis par Tokyo jusque-là cause des pertes civiles relativement faibles : 1 292 morts dans tous les raids jusqu'au 10 mars 1945,.

### Préparatifs du bombardement de Tokyo

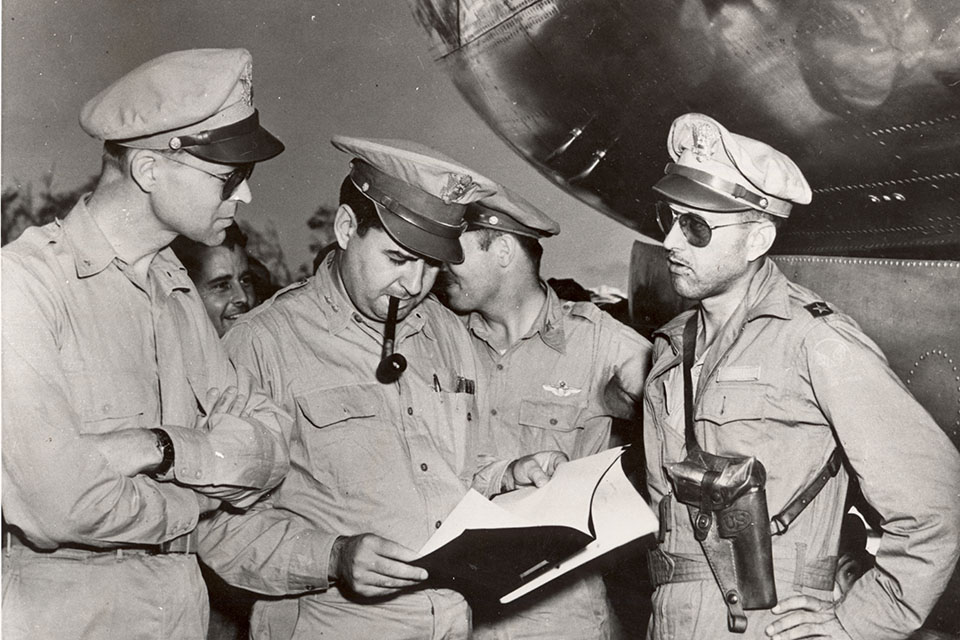
De gauche à droite : Lauris Norstad, chef d'état-major de la Twentieth Air Force, Curtis LeMay, commandant du XXI Bomber Command, et Thomas S. Power, commandant de la 314th Bombardment Wing. Les trois officiers supérieurs examinent les rapports consécutifs au raid sur Tokyo les 9 et 10 mars 1945.

Au début du mois de mars 1945, LeMay estime donc que la poursuite des bombardements de précision sur les cibles industrielles japonaises a peu de chances d'aboutir en raison des conditions météorologiques qui prévalent dans le pays. Ses bombardiers ne disposent en moyenne que sept jours de ciel dégagé par mois, et un courant-jet intense rend difficile le largage précis de bombes à haute altitude. En raison de ces contraintes, LeMay décide de concentrer les attaques du XXI Bomber Command sur les villes japonaises, de sa propre initiative, même si cela respecte les directives générales de ses supérieurs. Le 5 mars, le personnel du XXI Bomber Command est informé qu'aucune autre attaque majeure ne sera programmée avant le 9. Pendant cette période, l'état-major de LeMay finalise les plans pour l'attaque de Tokyo.
LeMay décide d'adopter une tactique radicalement différente pour cette opération. L'analyse du raid du 25 février par le personnel de son état-major conclut que les bombes incendiaires avaient été larguées à une altitude trop élevée et qu'une attaque à plus basse altitude améliorerait la précision et permettrait aux B-29 de transporter plus de bombes, car l'air plus dense à basse altitude sollicitait moins les moteurs et nécessitait moins de carburant. Cela les exposerait cependant aux défenses anti-aériennes japonaises, mais LeMay estime que les mauvaises tactiques de conduite de tir des Japonais signifient que le risque supplémentaire est modéré. Comme les conditions météorologiques au-dessus du Japon ont tendance à être plus favorables la nuit et que les systèmes LORAN utilisés par les B-29 pour naviguer sont plus efficaces après le crépuscule, il est également décidé de mener l'attaque de nuit, individuellement plutôt qu'en formation, car il est impossible pour les B-29 de maintenir leur position sans visibilité diurne. Voler sans formation a aussi l'avantage de nécessiter moins de carburant, car les pilotes n'ont pas besoin de faire des ajustements constants pour rester en formation. Les services de renseignement de l'USAAF estiment en outre que les Japonais ne disposent que de deux unités de chasseurs de nuit, considérées comme peu menaçantes. LeMay décide donc de retirer toutes les armes et mitrailleurs des B-29, à l'exception de ceux situés dans la queue de l'appareil, afin de réduire le poids des avions et d'augmenter encore la charge de bombes pouvant être transportée,,. Toutes ces économies de carburant et autres réductions de poids permettent aux B-29 impliqués dans le raid de Tokyo de transporter deux fois leur charge de bombes habituelle.

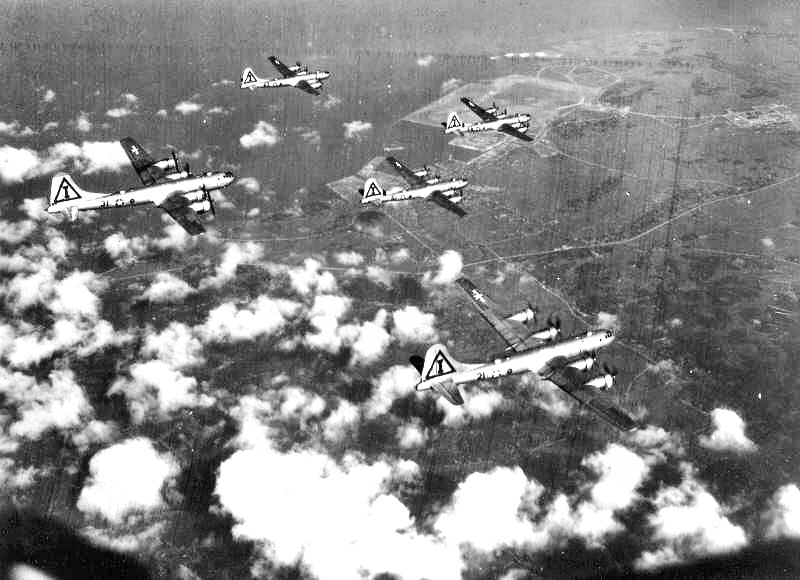
B-29 en formation au-dessus du Japon. Les nuages épars visibles sous les avions rendent très difficile le bombardement de cibles précises.

Si LeMay prend la décision finale d'adopter cette nouvelle tactique, il reconnaît que son plan combine les idées avancées par de nombreux officiers de son état-major. Le 7 mars, certains équipages de B-29 effectuent des missions d'entraînement au cours desquelles ils utilisent leur radar pour naviguer et attaquer une cible à basse altitude sans que la raison leur soit expliquée.
Les officiers commandant les trois escadres du XXI Bomber Command approuvent la nouvelle tactique, mais eux-mêmes et certains membres du personnel de LeMay craignent cependant qu'elle n'entraîne de lourdes pertes américaines, jusqu'à 70 % des appareils impliqués dans les prévisions les plus pessimistes. LeMay consulte le chef d'état-major d'Henry Arnold, le brigadier général Lauris Norstad, au sujet de son plan, mais il ne demande pas officiellement l'autorisation de l'adopter, affirmant plus tard qu'il avait voulu protéger Arnold de tout reproche si l'attaque avait échoué. LeMay informe le quartier général de la Twentieth Air Force de la tactique qu'il compte adopter le 8 mars 1945, un jour où il sait que ni Arnold ni Norstad ne sont présents. LeMay ne fait probablement pas cela par crainte des réticences de ses supérieurs à propos des lourdes pertes civiles qu'implique son plan, mais plutôt par crainte que cette nouvelle tactique soit jugée trop risquée.

### Défense japonaise
L'armée japonaise s’attend à ce que l'USAAF mène des attaques nocturnes majeures sur la région de Tokyo. Après plusieurs petits raids nocturnes menés sur cette zone en décembre 1944 et janvier 1945, la 10e division aérienne du service aérien de l'Armée impériale japonaise, chargée d'intercepter les attaques sur la région du Kantō, met davantage l'accent sur l'entraînement au pilotage de nuit pour ses pilotes, en créant notamment une nouvelle unité de chasse nocturne. Dans la nuit du 3 au 4 mars, l'armée japonaise intercepte des communications radio américaines indiquant que le XXI Bomber Command mène un important exercice de vol de nuit. Cette information est correctement interprétée comme une préparation au lancement d'une campagne de raids nocturnes à grande échelle sur le Japon. Cependant, les Japonais ne s'attendent pas à ce que les Américains adoptent une tactique de bombardement à basse altitude, qui va à l'encontre de ce qu'ils ont fait jusqu'à présent.

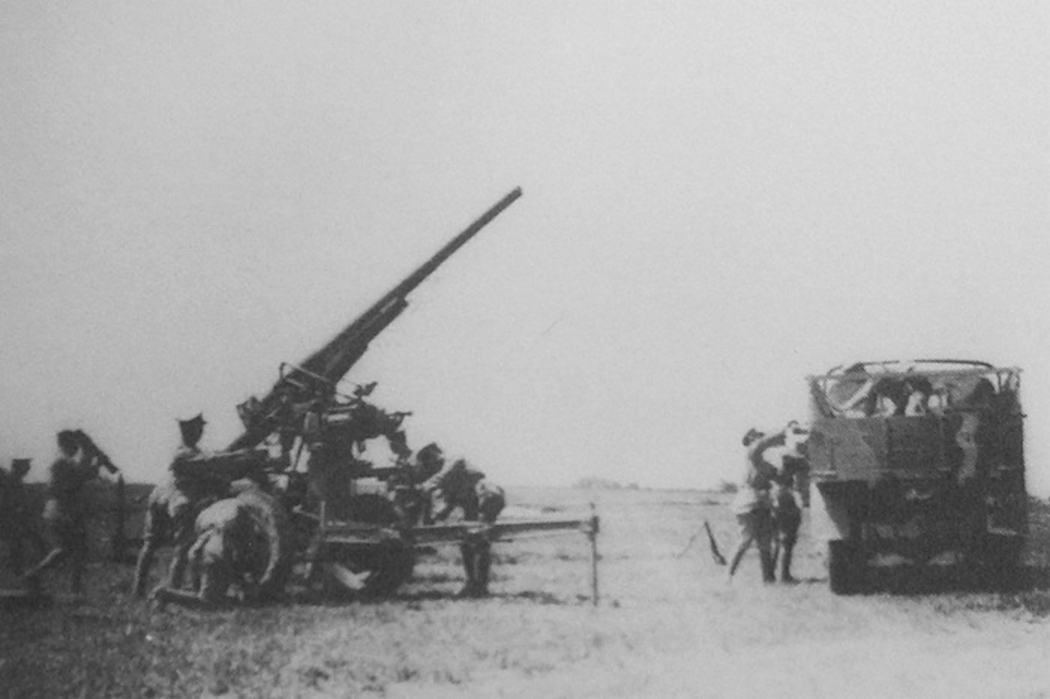
Canon antiaérien japonais Type 88 de 75 mm en position de tir.

Les forces militaires affectées à la protection de Tokyo sont insuffisantes pour arrêter un raid de grande envergure. Le secteur de défense aérienne du Kantō de l'Armée du district de l'Est est responsable de la défense aérienne de la région de Tokyo et bénéficie de la plus haute priorité en matière d'affectation d'avions et de canons antiaériens. Ces derniers sont employés par la 1re division antiaérienne (en), composée de huit régiments totalisant 780 canons antiaériens et d'un régiment équipé de projecteurs. Les services de renseignement militaires américains estiment que 331 canons lourds et 307 canons légers sont affectés à la défense de Tokyo au moment du raid. Un réseau de bateaux de surveillance, de stations radar et de postes d'observation est en outre chargé de détecter l'approche de raids de bombardiers. Cependant, les lacunes en matière de défense nocturne sont importantes. En raison d'une pénurie de radars (de faible portée, au demeurant) et d'autres équipements de conduite de tir qui sont soit absents soit rudimentaires, les artilleurs antiaériens japonais ont du mal à viser les avions de nuit,. En mars 1945, la plupart des 210 avions de combat de la 10e division aérienne sont des chasseurs de jour : la division ne dispose que de 25 ou 26 chasseurs nocturnes, mis en œuvre par des pilotes inexpérimentés dans le domaine et épuisés par un entraînement trop intensif.

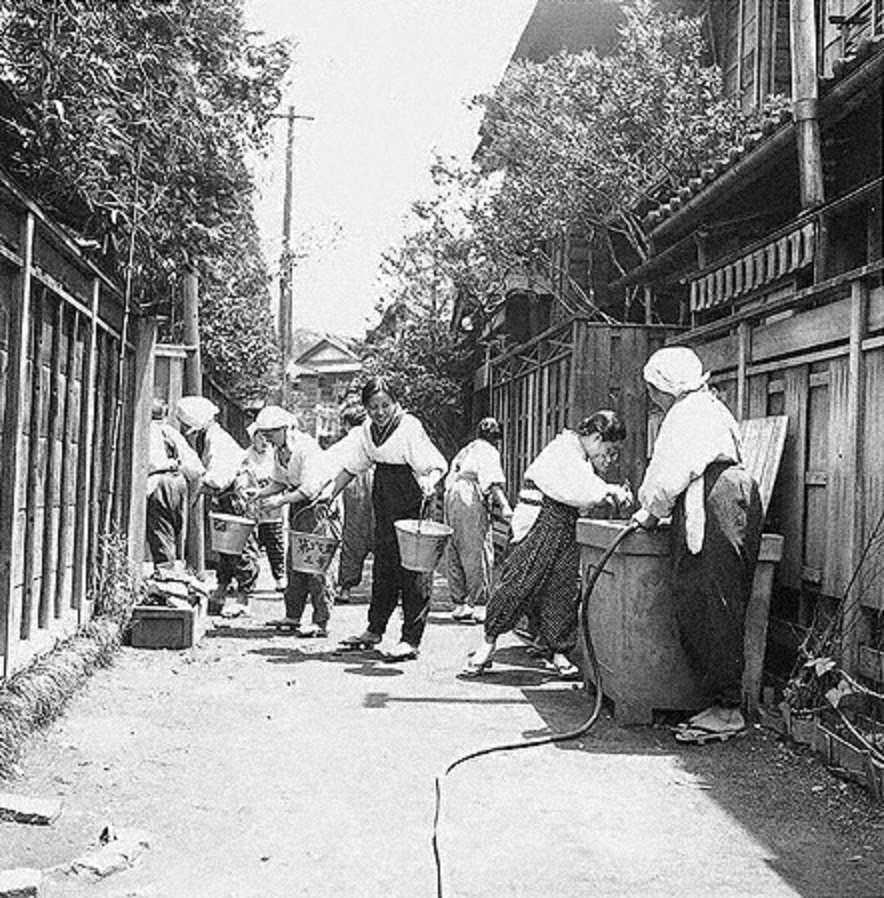
Exercice anti-incendies des membres d'une tonarigumi, ici en 1941.

Les défenses civiles de Tokyo sont également insuffisantes. Le service de lutte contre les incendies de la ville compte environ 8000 pompiers répartis dans 287 casernes, mais ils disposent de peu d'équipements modernes de lutte contre les incendies et ne sont de toute façon pas préparés à lutter contre des armes incendiaires telles que celles que les Américains vont employer. En plus de ces professionnels, Tokyo compte 140 000 associations de quartier (tonarigumi) dédiées à la lutte contre les incendies, pour un effectif théorique de 2,75 millions de volontaires, mais qui sont généralement mal équipés. La ville ne dispose pas d'abris anti-aériens en nombre suffisant, et la plupart des ménages en sont réduits à creuser des tranchées ou des trous sommaires près de leurs domiciles pour s'abriter. Plus de 200 000 maisons ont déjà été détruites préventivement pour créer des coupe-feu à travers la ville afin d'empêcher la propagation des incendies entre les différents quartiers. Cependant, souvent, les décombres n'ont pas été déblayés de ces barrières anti-incendies, ce qui les rend inutiles puisque les débris de maisons en bois brûleront aussi bien que les bâtiments encore debout. Enfin, les efforts du gouvernement japonais pour inciter les enfants et les civils occupant des emplois non-essentiels à évacuer Tokyo réussissent à évacuer 1,7 million d'habitants de la ville pour mars 1945, mais cet exode est annulé par l'arrivée de civils en nombre depuis les zones rurales pauvres à la même période.

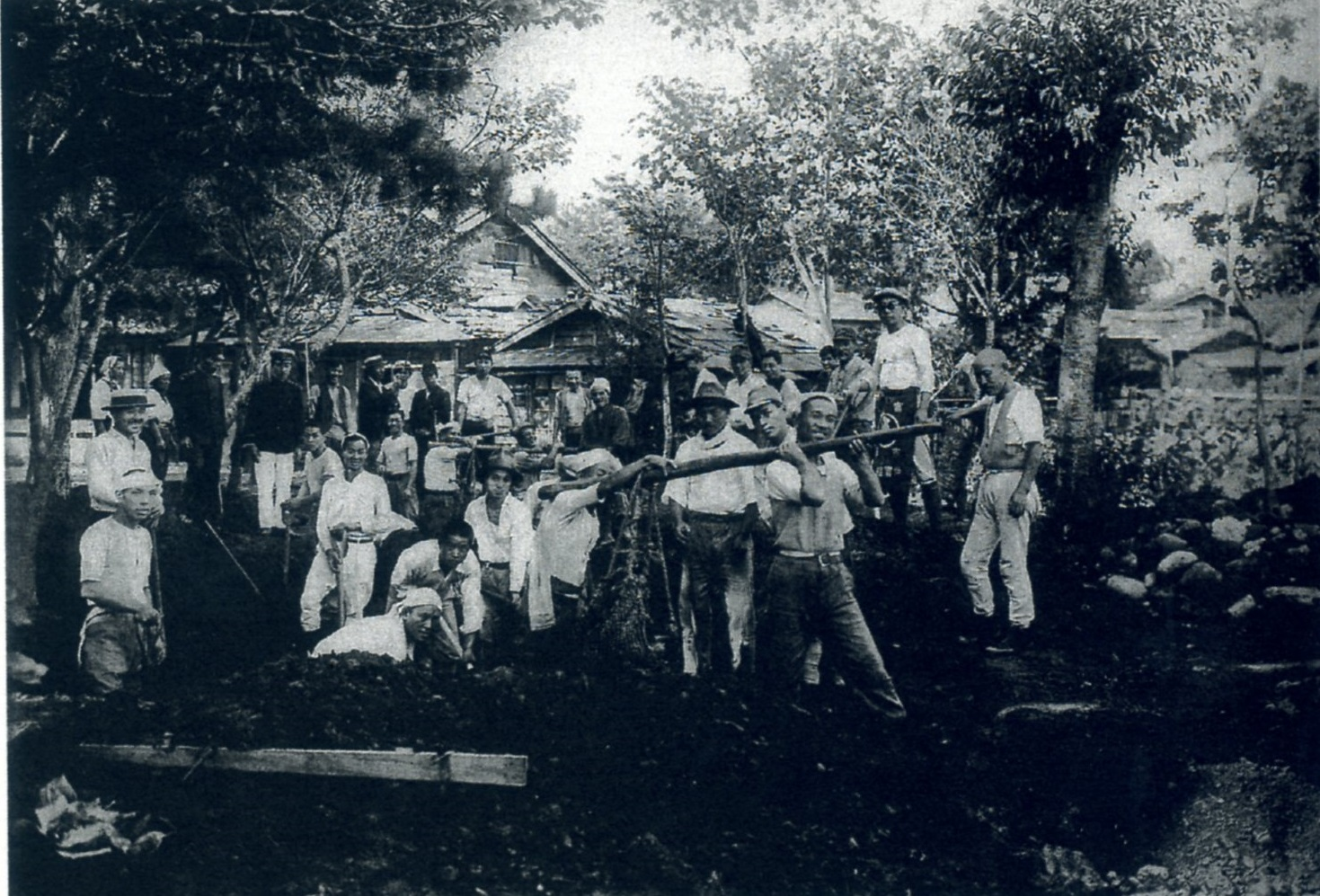
Construction d'un abri antiaérien rudimentaire par les habitants de Kurobe, en 1945.

## Déroulement de l'attaque

### Départ

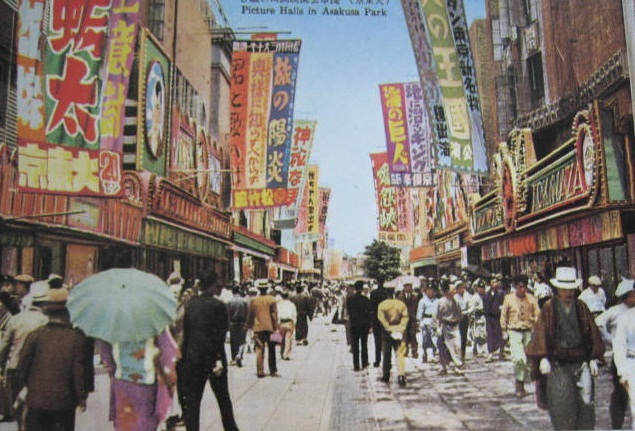
Rue des cinémas du quartier d'Asakusa en 1937.

Le 8 mars, LeMay donne l'ordre de mener une attaque incendiaire majeure sur Tokyo la nuit suivante. Baptisé opération Meetinghouse, le raid doit viser une zone rectangulaire au nord-est de Tokyo, désignée « Zone I » par l'USAAF, qui mesure environ 6,4 km de long sur 4,8 km de large. Cette zone est divisée par la rivière Sumida et comprend la majeure partie des quartiers d'Asakusa, Honjo et Fukagawa. Ces quartiers font partie du district informel de Shitamachi, principalement peuplé de travailleurs et d'artisans. Avec une population d'environ 1,1 million d'habitants, c'est l'une des zones urbaines les plus densément peuplées au monde à cette époque.

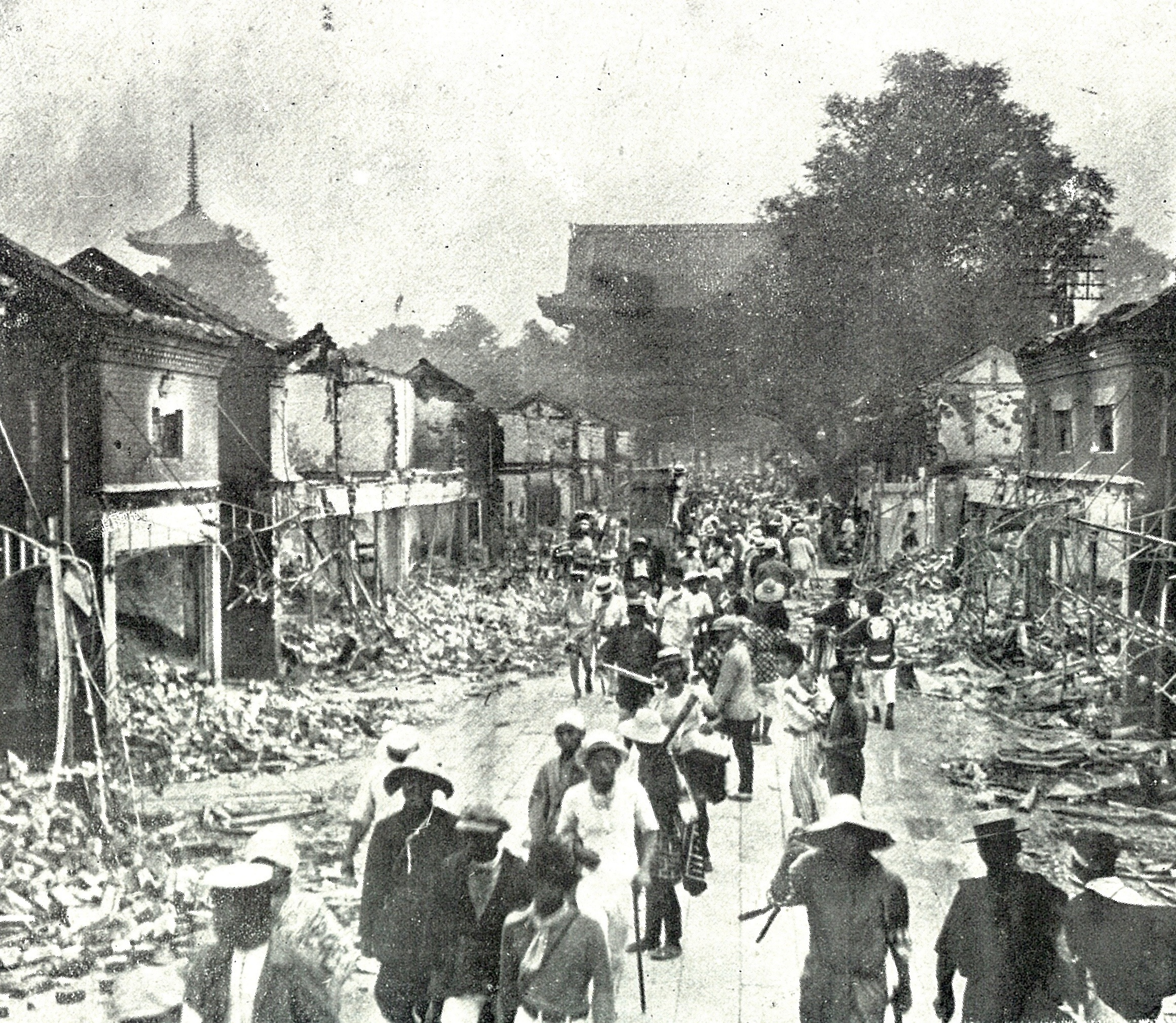
Dégâts du séisme de 1923 dans le quartier d'Asakusa.

La « Zone I » compte peu de grandes installations industrielles importantes sur le plan militaire, mais elle abrite en revanche un grand nombre de petites usines qui approvisionnent les industries de guerre japonaises. Elle est très vulnérable aux bombardements incendiaires, car la plupart des bâtiments sont construits en bois et en bambou et sont très proches les uns des autres. En raison de cette vulnérabilité, ces quartiers avaient subi d'importants dégâts et de lourdes pertes humaines lors des incendies causés par le grand tremblement de terre du Kantō en 1923. Les services de renseignement américains sont conscients de la vulnérabilité de la zone aux incendies, l'Office of Strategic Services la classant parmi les « plus inflammables » de Tokyo.
Les ordres de mission donnés aux équipages des B-29 impliqués indiquent que l'objectif principal de l'attaque est de détruire les nombreuses petites usines situées dans la zone cible, mais précisent également qu'elle vise à faire des victimes civiles afin de perturber la production des principales installations industrielles. Chacune des trois escadres du XXI Bomber Command se voit attribuer une altitude différente à partir de laquelle larguer ses bombes, comprise entre 5 000 pieds (1 500 m) et 7 000 pieds (2 100 m). Ces altitudes sont calculées pour être supérieures à la portée maximale des canons antiaériens légers et inférieures à la portée effective des canons antiaériens lourds.
LeMay ne peut diriger le raid en personne comme il en a l'habitude, car il a été informé du développement des bombes atomiques peu de temps après sa prise de fonction, et sait donc qu'il n'obtiendra jamais l'autorisation de se placer dans une position où il est susceptible d'être capturé par les Japonais en détenant une information aussi sensible. L'attaque est donc dirigée dans les airs par le commandant de la 314th Bombardment Wing (en), le brigadier général Thomas S. Power. LeMay considère Power comme le meilleur de ses commandants d'escadre. De nombreux aviateurs n'accueillent pas bien les nouvelles tactiques prévues par LeMay, estimant qu'il est plus sûr de bombarder à haute altitude et préférant garder leurs armes défensives. Le fait de laisser derrière eux les mitrailleurs inutiles à la mission trouble également de nombreux aviateurs, car les équipages des bombardiers entretiennent généralement des relations très étroites.
Afin de préparer l'attaque, le personnel de maintenance du XXI Bomber Command travaille intensivement pendant 36 heures afin de préparer autant d'avions que possible. Cet effort est couronné de succès, puisque 83 % des B-29 sont disponibles pour l'opération, contre un taux de disponibilité moyen de 60 %. Au total, 346 B-29 sont prêts pour l'opération Meetinghouse. Dans le détail, la 73e division aérienne fournit 169 B-29 et la 313th Bombardment Wing (en) en fournit 121. Au moment du raid, la 314th Bombardment Wing (en) arrive à Guam, dans les Mariannes, et ne peut fournir que 56 B-29. Les bombardiers devant arriver les premiers au-dessus de Tokyo sont armés de bombes M47 au napalm déclenchant des incendies impossibles à éteindre sans de coûteux équipements mécanisés. Les vagues suivantes sont chargées de grappes de bombes incendiaires M69. Les avions des 73e et 313e escadres sont, chacun, chargés de plus de 6 tonnes de bombes, beaucoup plus que pour une mission en haute altitude. Les B-29 de la 314e escadre (qui doivent parcourir une plus longue distance) n'emportent que 4,5 tonnes de bombes.
La force d'attaque commence à quitter ses bases sur Saipan et Guam à 17 h 35, heure locale, le 9 mars. Il faut ensuite 2 h 45 pour que les 325 B-29 affectés à la mission décollent tous,. Des turbulences sont ensuite rencontrées pendant le vol vers le Japon, mais le temps s'avère clément au-dessus de Tokyo. Il y a peu de nuages et la visibilité est bonne durant le vol : les équipages peuvent voir clairement à 16 km. Au sol, il fait relativement froid et il y a beaucoup de vent, avec des rafales soufflant du sud-est entre 72 km/h et 108 km/h,.
Les premiers B-29 à survoler Tokyo sont quatre « pathfinders », des avions chargés de guider les autres. Ces Superfortresses arrivent au-dessus de la ville le 9 mars peu avant minuit. Ils transportent du carburant et des radios supplémentaires et les meilleurs opérateurs radio du XXI Bomber Command, et ils doivent survoler Tokyo à une altitude de 25 000 pieds (7 600 m) pendant toute la durée du raid. Leur utilisation s'avère cependant infructueuse et sera ensuite jugée inutile.

### Passage des bombardiers

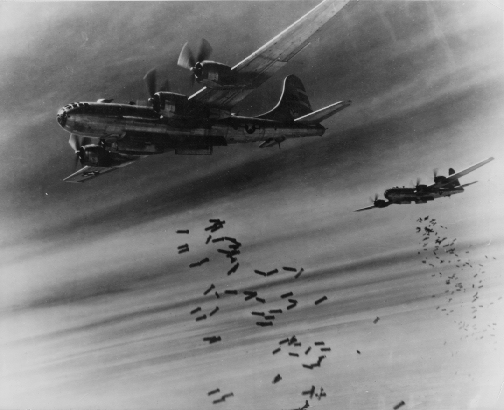
B-29 bombardant Tokyo en 1945.

L'attaque sur Tokyo commence le 10 mars à 0 h 8, heure locale. Les bombardiers « pathfinders » approchent simultanément la zone cible à angle droit les uns par rapport aux autres avant de larguer leurs bombes sur le même point. Leurs bombes M47 déclenchent rapidement des incendies en forme de X, qui servent à diriger les attaques du reste des forces. Chacune des escadres du XXI Bomber Command et leurs groupes subordonnés ont préalablement reçu pour instruction d'attaquer ensuite différentes zones autour des formes en X afin de garantir que le raid cause des dégâts importants. À mesure que les incendies se propagent, les bombardiers américains doivent ensuite se disperser pour attaquer les parties non touchées de la zone cible. Le B-29 de Thomas Power survole Tokyo pendant 90 minutes, avec une équipe de cartographes chargée de mesurer la propagation des incendies.
À mesure que les vagues de bombardiers larguent leurs munitions, l'étendue des incendies va poser des problèmes aux équipages américains. Lorsque Richard Baile, membre du 9th Bombardment Group, arrive au-dessus de la zone ciblée, il « peut presque lire un papier dans le cockpit », grâce à la lumière des incendies. Cependant, ces derniers créent aussi d'importantes turbulences, qui peuvent faire perdre ou gagner un millier de pieds aux appareils de manière incontrôlée. Certains B-29 se retournent même sur le dos à cause des forts vents venus du sol. De plus, les avions sont envahis par la fumée des incendies et l'odeur des milliers de cadavres carbonisés sous eux dès qu'ils ouvrent les soutes à bombes, incommodant les membres d'équipage. Maynard David, un bombardier, se souvient que « lorsque les portes de la soute à bombes se sont ouvertes, l'avion s'est rempli de fumée provenant du sol et nous avons senti cette odeur horrible. Nous avons fermé les portes de la soute après avoir largué les bombes et nous nous sommes dirigés vers la mer. L'odeur était encore si forte dans l'avion que le pilote m'a ordonné de rouvrir les portes pour laisser entrer l'air frais. On ne pouvait qu'imaginer ce qui se passait en dessous de nous. ». Certains équipages sont obligés de recourir à leurs masques à oxygène pour juguler les fumées et l'odeur.
Le raid en lui-même va durer environ deux heures et quarante minutes, au cours desquelles la résistance japonaise va être minimale. Les défenseurs de Tokyo s'attendent à une attaque, mais ils ne détectent les forces américaines qu'une fois celles-ci déjà arrivées au-dessus de la capitale. Les unités de défense antiaérienne de la plaine du Kantō ont été mises en état d'alerte, mais les unités de chasseurs de nuit ont reçu l'ordre de ne pas faire décoller d'appareils tant qu'un raid n'a pas été détecté. Bien que des bateaux de surveillance aient repéré la force d'attaque, la mauvaise réception radio fait que la plupart de leurs rapports ne sont pas reçus par leurs supérieurs. Les quelques rapports qui réussissent à passer ne sont pas pris en compte par un commandement désorganisé. À l'approche de minuit, le 9 mars, quelques B-29 sont détectés près de Katsuura, mais les militaires présument qu'ils effectuent des vols de reconnaissance. Les observations suivantes de B-29 volant à basse altitude ne sont pas prises plus au sérieux, et les stations radar japonaises se concentrent sur la recherche d'avions américains opérant à leur altitude habituelle. La première alerte signalant un raid en cours n'est donc prise en compte qu'à ♂, alors que les premières bombes sont déjà tombées sur Tokyo. La 10e division aérienne fait immédiatement sortir tous ses intercepteurs de nuit disponibles, et les unités de projecteurs et de défense antiaérienne de la 1re division antiaérienne entrent en action.
Comme LeMay l'avait prévu, la défense de Tokyo est inefficace. De nombreux appareils américains essuient des tirs antiaériens considérables, mais ceux-ci visent généralement des altitudes supérieures ou inférieures à celles des bombardiers et leur intensité diminue au fil du bombardement, les positions des canons étant submergées par les flammes. Néanmoins, les artilleurs japonais réussissent à abattre douze B-29 et en endommagent 42, dont deux doivent être déclarés hors service après la mission. Les chasseurs japonais sont tout aussi inefficaces : les pilotes ne reçoivent aucune indication des stations radar et les efforts des artilleurs antiaériens et des unités de chasse ne sont pas coordonnés. Aucun B-29 n'est donc abattu par des chasseurs, et les aviateurs américains ne signalent que 76 observations de chasseurs japonais et 40 attaques de leur part au cours du raid. Plusieurs pilotes japonais perdent également la vie lorsque leur avion tombe en panne de carburant et s'écrase. Cinq des B-29 abattus au cours de la mission réussissent à amerrir, et leurs équipages sont ensuite secourus par des sous-marins de la marine américaine. Les pertes américaines s'élèvent en tout à 96 aviateurs tués ou disparus, et 6 blessés.
Au total, 279 B-29 ont attaqué Tokyo, larguant 1 510 t de bombes. Dix-neuf autres Superfortresses qui n'ont pas pu atteindre Tokyo pour diverses raisons (problèmes mécaniques, par exemple) ont frappé des cibles d'opportunité identifiées sur leur parcours.
Les B-29 reviennent à leurs bases dans les îles Mariannes le 10 mars entre 6 h 10 et 11 h 27. Beaucoup d'avions rentrent couverts de cendres et de suie provenant des incendies.

### Au sol

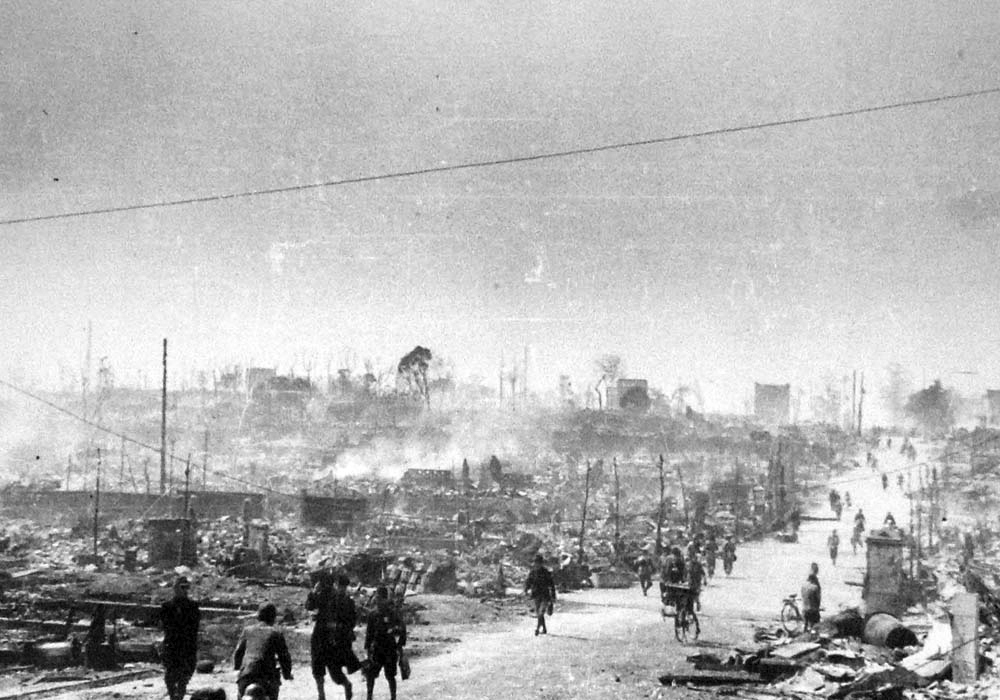
Paysage de Tokyo, aux alentours du 10 mars 1945 (photo prise par Kōyō Ishikawa).

Trente minutes après le début du bombardement, la situation a totalement échappé au contrôle des pompiers. Une heure après le début du raid, ces derniers ont abandonné leurs efforts pour lutter contre les incendies pour se concentrer sur la mise en sécurité des personnes et le sauvetage de celles qui sont piégées dans les bâtiments en feu. Plus de 125 pompiers et 500 gardes civils affectés à leur aide sont tués, et 96 camions de pompiers sont détruits au cours du raid.
Poussés par le vent violent qui balaie Tokyo, les nombreux petits incendies déclenchés par les bombes américaines s'agrègent pour devenir des incendies majeurs. Ceux-ci forment des tempêtes de feu qui progressent rapidement vers le nord-ouest, détruisant ou endommageant presque tous les bâtiments sur leur passage,, à l'exception des bâtiments en pierre, qui restent au moins en partie debout. Une heure après le début de l'attaque, la majeure partie de l'est de Tokyo est détruite ou en proie à des incendies d'une extrême violence, avec des chaleurs atteignant par endroit 980 °C.

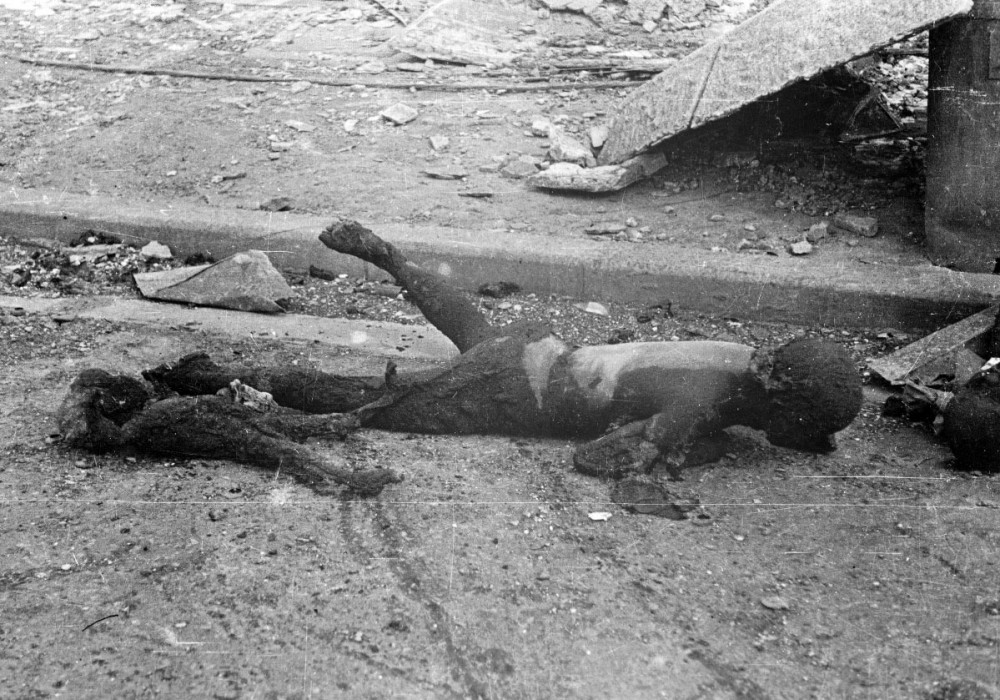
Photo prise par Kōyō Ishikawa des cadavres d'une femme et de l'enfant qu'elle transportait sur son dos, tous deux tués pendant le bombardement.

Dans ces conditions, les civils qui sont restés chez eux ou qui ont tenté de lutter contre l'incendie n'ont pratiquement aucune chance de survivre. Pour l'historien Richard B. Frank, « la clé de la survie était de comprendre rapidement que la situation était désespérée et de fuir ». Peu après le début du raid, les appels à évacuer se multiplient par différents moyens, mais tous les civils n'obéissent pas immédiatement. Un certain nombre d'habitants font confiance aux abris rudimentaires qu'ils ont construits à leur domicile, mais ces derniers n'offrent aucune protection face aux tempêtes de feu dévastatrices : ceux qui s'y réfugient finissent brûlés vifs ou asphyxiés.
Alors que la tempête de feu se propage, les habitants des quartiers concernés fuient en masse dans les rues, mais les incendies sont tellement violents qu'ils consument l'air ambiant, asphyxiant des milliers de personnes. La chaleur est tellement intense que les vêtements peuvent s'enflammer spontanément sans avoir été en contact avec une flamme. Elle fait également fondre le verre des vitres, qui est emporté par les vents et retombe en pluie de verre liquéfié et brûlant sur les habitants. Malgré les tentatives de rester groupés par familles ou associations de quartier, la panique et le chaos séparent presque tous les groupes,. La fuite est encore compliquée par la fumée, qui réduit la visibilité à quelques mètres, et par des murs de flamme qui coupent des rues entières,. Beaucoup d'habitants cherchent à se réfugier dans les canaux, généralement pour y chuter dans des mouvements de foule meurtriers. Le chaos de la fuite cause énormément de morts dans des bousculades ou divers incidents liés au regroupement de beaucoup de gens. Ainsi, la charge de bombes complète d'un B-29 tombe sur le pont Kototoi-bashi, enjambant le Sumida, alors qu'il est rempli d'une foule de civils en fuite. Les bombes incendiaires brûlent vives plusieurs centaines de personnes.

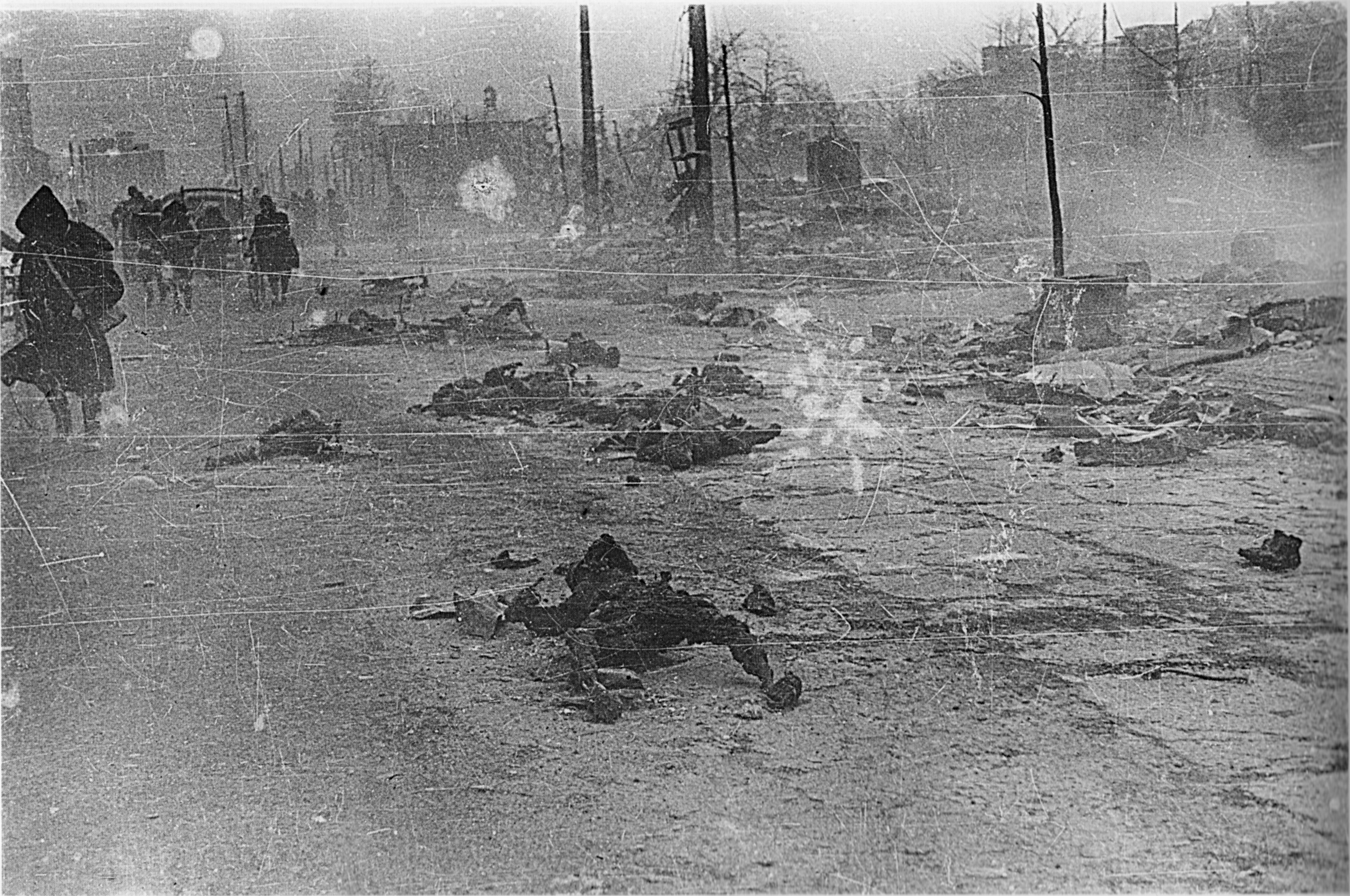
Photo prise par Kōyō Ishikawa des restes humains dans une rue d'Asakusa, peu de temps après le bombardement.

La zone ciblée par les bombardiers américains n'offre aucun abri réel. Des parcs ont bien été créés dans ce but après le séisme de 1923 pour servir d'abris contre les incendies, mais ceux liés au bombardement sont tellement violents qu'ils traversent même ces espaces coupe-feu. De même, des milliers de personnes qui se sont rassemblées dans l'enceinte du temple Sensō-ji (le plus ancien temple de la capitale) à Asakusa perdent la vie lorsque celui-ci est complètement détruit. D'autres se réfugient dans des bâtiments solides, tels que des écoles ou des théâtres, et dans des canaux. Cependant, même si ces constructions restent debout, la chaleur et la fumée tuent ceux qui s'y sont réfugiés. Plus d'un millier de personnes meurent dans la piscine d'une école après que la tempête de feu a fait bouillir l'eau, au point d'évaporer la totalité de la piscine dans la nuit. Les habitants réfugiés dans les canaux sont en partie asphyxiés lorsque les tempêtes de feu consument l'air de leur abri, mais malgré tout, les canaux et les plans d'eau permettent à plusieurs milliers d'autres personnes de survivre.

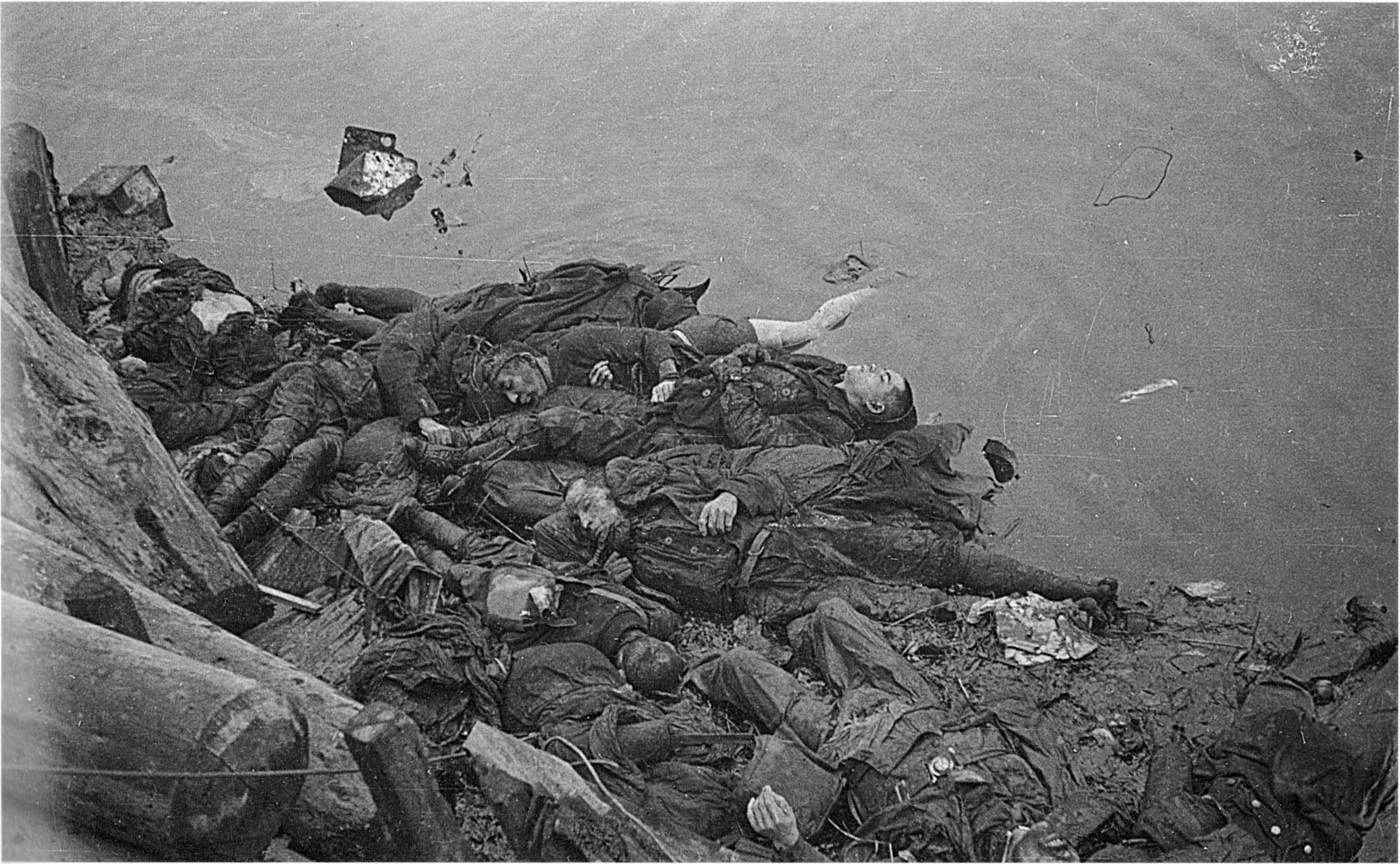
Cadavres de noyés dans le quartier de Honjo (photo prise par Kōyō Ishikawa le 16 mars 1945).

Les incendies se poursuivent jusque dans la matinée du 10 mars, lorsqu'ils atteignent progressivement les grandes zones ouvertes du canal Nakagawa,. Après le raid, l'aide aux réfugiés se met en place. Les pompiers, policiers et soldats recherchent des survivants dans les décombres, tandis que les sans-abris sont hébergés dans les autres quartiers de la ville. Cela ne va pas sans poser de problèmes : les Américains ont détruit des quartiers populaires, aussi les survivants sont-ils abrités dans des quartiers plus riches où ils découvrent avec amertume le train de vie des habitants, provoquant émeutes et pillages. Des centres d'accueil pour réfugiés sont également créés dans des parcs et d'autres espaces ouverts. Malgré cela, plus d'un million de personnes quittent Tokyo au cours des semaines suivantes, dont plus de 90 % sont hébergées dans les préfectures voisines. En raison de l'ampleur des dégâts et de l'exode de la population, aucune tentative n'est faite pour rétablir les services dans de grandes parties de la ville.

## Conséquences

### Bilan humain et matériel

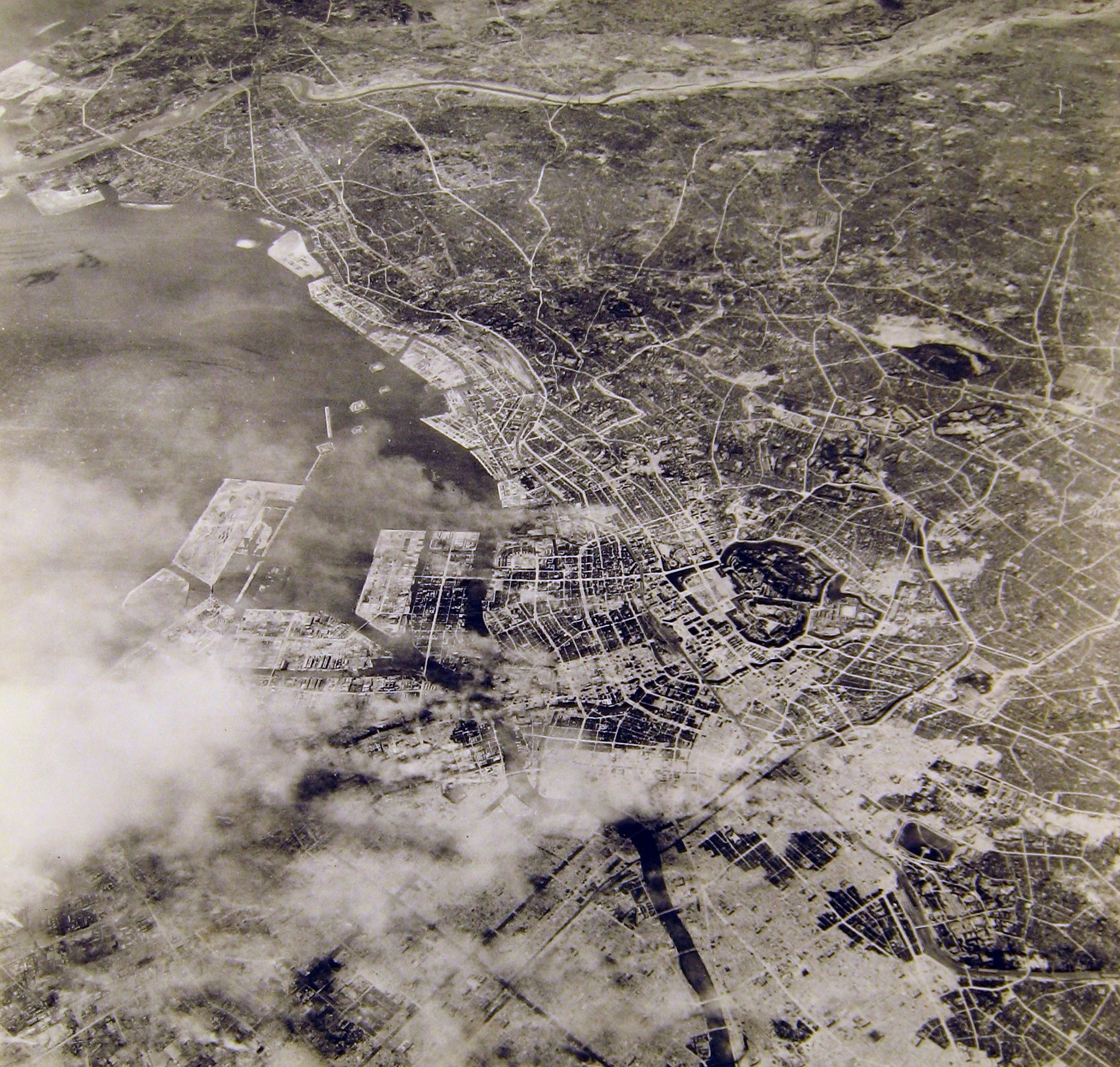
Photo de reconnaissance aérienne de l'USAAF, prise le 10 mars 1945. On peut voir les quartiers touchés par le bombardement de la nuit, en bas de l'image.

Les estimations du nombre de personnes tuées lors du bombardement de Tokyo le 10 mars divergent. Après le raid, 79466 ont été retrouvés et enregistrés. De nombreux autres corps n'ont pas été retrouvés, et le directeur de la santé des services de santé de la ville a estimé que 83 600 personnes avaient été tuées et 40 918 autres blessées,. Les pompiers de Tokyo ont, eux, estimé le nombre de victimes à 97 000 morts et 125 000 blessés, et la police métropolitaine de Tokyo a estimé que 124 711 personnes avaient été tuées ou blessées. Après la guerre, l'United States Strategic Bombing Survey (enquête américaine sur les bombardements stratégiques) a estimé le nombre de victimes à 87 793 morts et 40 918 blessés. L'enquête indique également que la majorité des victimes étaient des femmes, des enfants et des personnes âgées.
Richard Frank écrit en 1999 que les historiens estiment généralement le nombre de victimes entre 90 000 et 100 000, mais certains affirment que ce chiffre est bien plus élevé. Par exemple, Edwin P. Hoyt déclare en 1987 que 200 000 personnes ont été tuées et, en 2009, Mark Selden écrit que le nombre de morts pourrait avoir été plusieurs fois supérieur à l'estimation de 100000 utilisée par les gouvernements japonais et américain. En 2011, le Mémorial aux Victimes des raids aériens sur Tokyo rendait hommage à 105 400 personnes tuées lors du raid, soit le nombre de personnes dont les cendres sont enterrées dans le bâtiment ou ont été réclamées par leur famille. Comme de nombreux corps n'ont pas été retrouvés, le nombre de victimes est forcément supérieur à ce chiffre. Les importants mouvements de population à l'entrée et à la sortie de Tokyo avant le raid, la mort de communautés entières et la destruction des archives font qu'il est impossible de connaître le nombre exact de victimes.

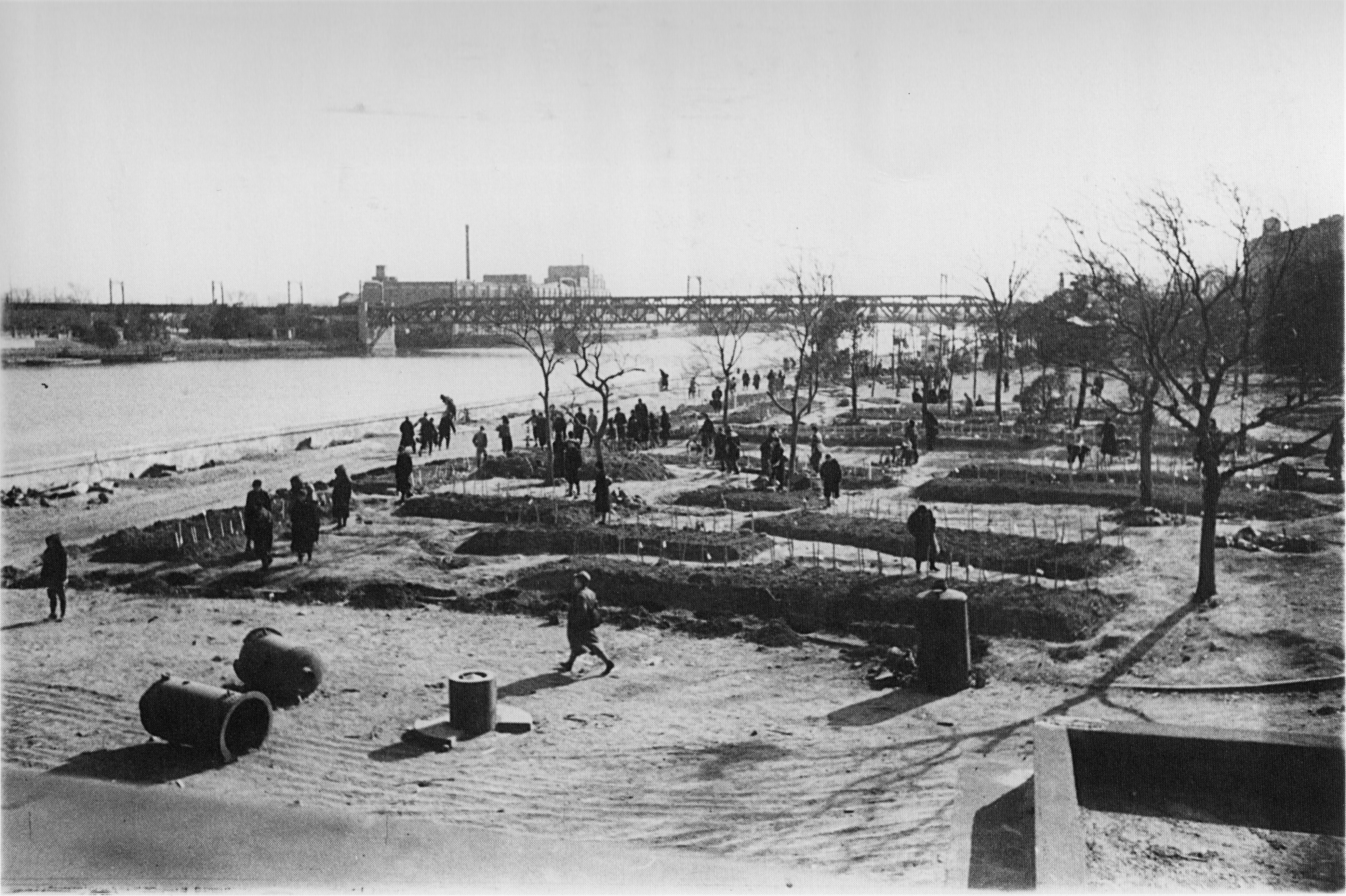
Fosses communes des victimes du bombardement, sur les berges du Sumida.

Beaucoup des corps qui sont retrouvés sont enterrés dans des fosses communes sans être identifiés,,. De nombreux corps de personnes qui ont trouvé la mort en tentant de se réfugier dans les rivières sont emportés vers la mer et ne sont jamais retrouvés. Les tentatives de récupération des corps ont de toute façon cessé 25 jours après le raid.

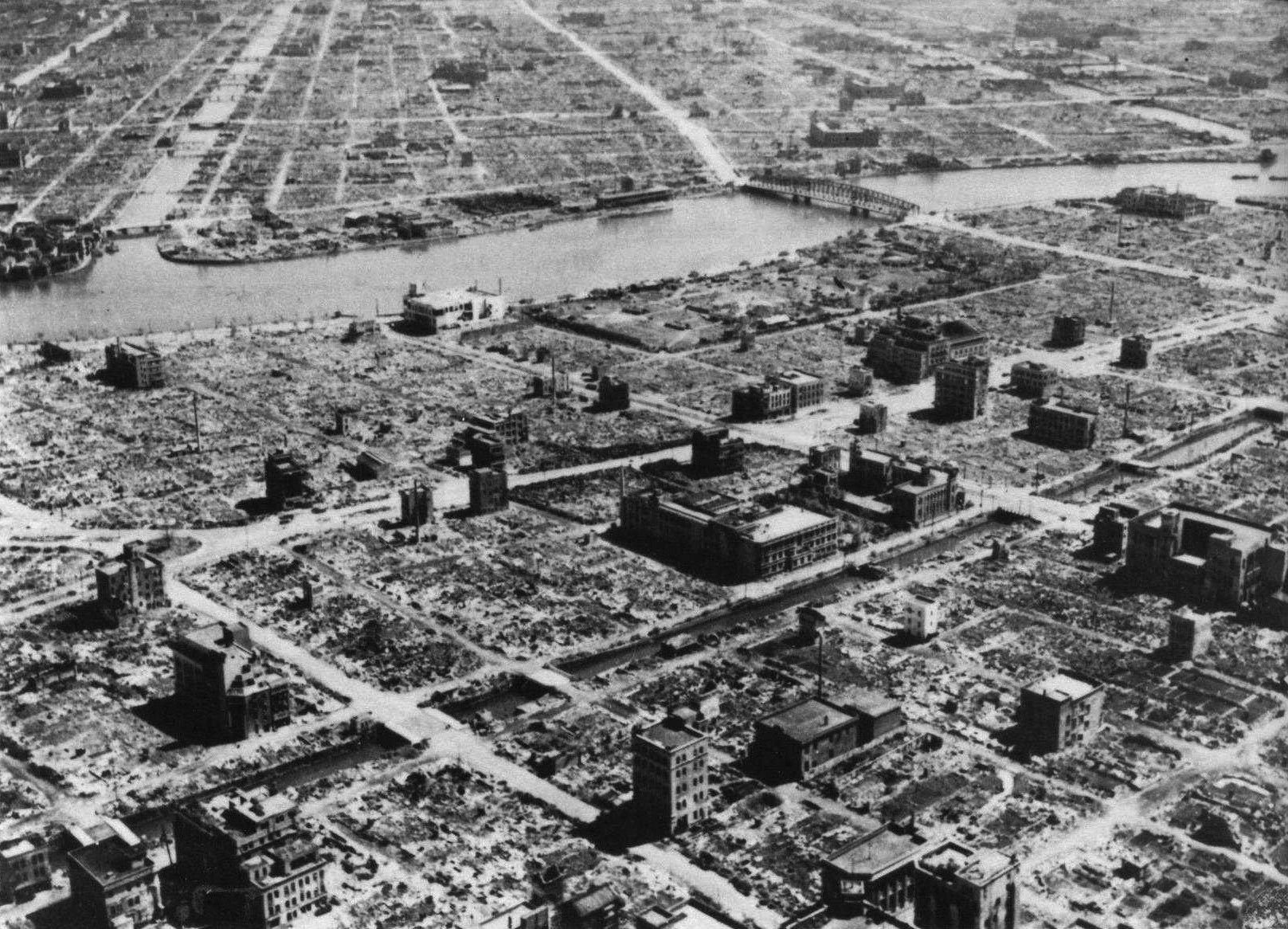
Vue aérienne de Tokyo après le bombardement.

Le bombardement cause également des destructions massives. Les registres de la police indiquent que 267 171 bâtiments sont détruits, soit un quart de tous les bâtiments de Tokyo, laissant 1 008 005 survivants sans abri. La plupart des bâtiments des quartiers d'Asakusa, Fukagawa, Honjo, Jōtō et Shitaya sont détruits, et sept autres quartiers de la ville perdent environ la moitié de leurs bâtiments. Une partie moindre de 14 autres quartiers est également endommagée. Au total, 41 km2 de Tokyo sont complètement détruits par les incendies. Ce bilan humain et matériel fait du bombardement du 10 mars 1945 le plus meurtrier et destructeur de toute la Seconde Guerre mondiale, dépassant mêmes les bombardements atomiques d'Hiroshima et de Nagasaki. Sur le plan militaire, il atteint son but : les pertes humaines, les dégâts causés par le raid et l'absentéisme des travailleurs à Tokyo perturbent considérablement l'économie de guerre japonaise,.

### Réactions

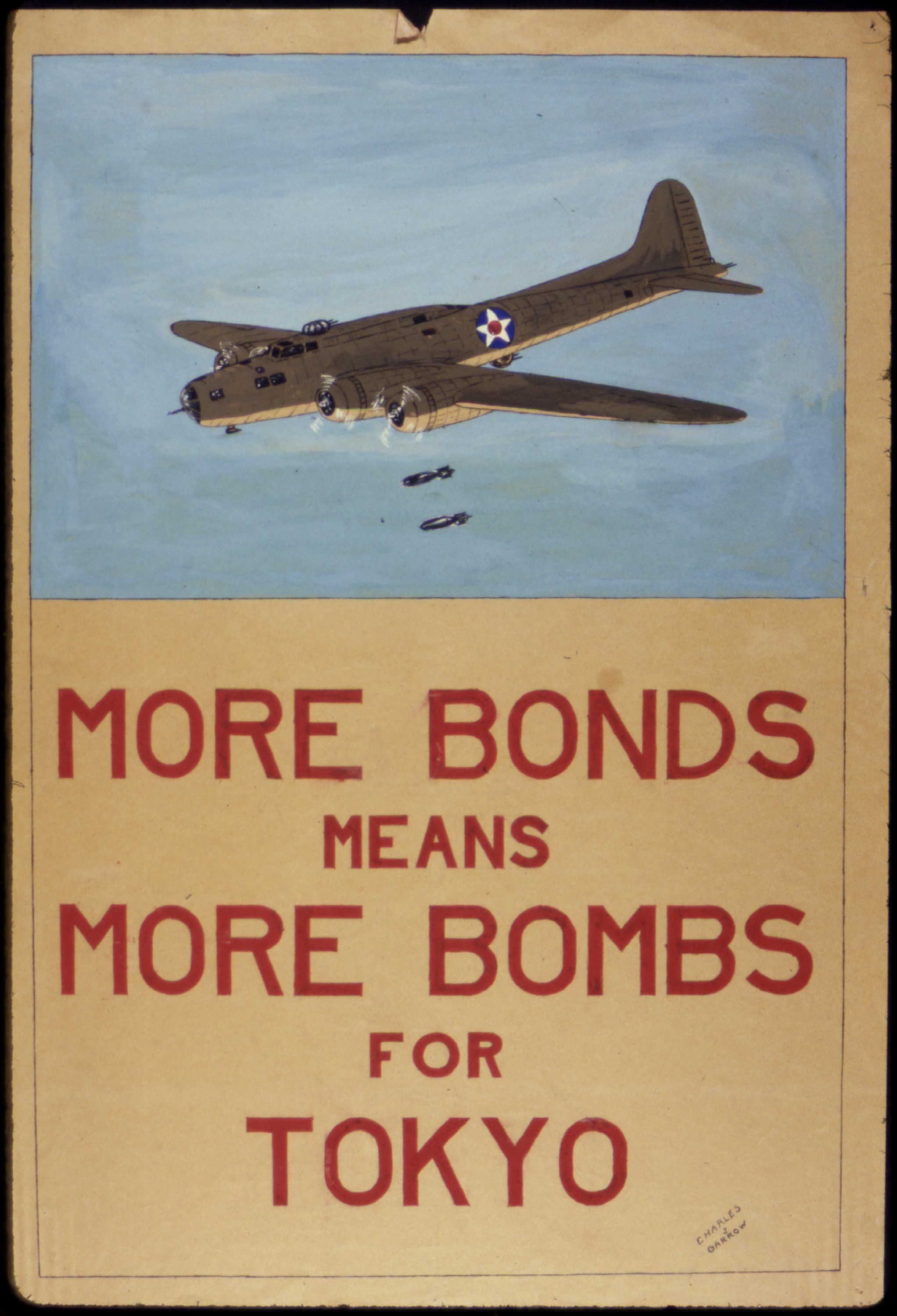
Affiche de l'Office for Emergency Management en 1942, disant More Bonds Means More Bombs for Tokyo : plus de bons veut dire plus de bombes pour Tokyo.

Curtis LeMay et Henry Arnold considèrent l'opération Meetinghouse comme un succès important, sur la base des rapports faits par les aviateurs impliqués et des dommages considérables visibles sur les photographies des avions de reconnaissance le 10 mars,. Arnold envoie à LeMay un message de félicitations déclarant que « cette mission montre que [ses] équipages ont le cran pour tout ». Les membres d'équipage impliqués dans l'attaque sont également satisfaits de ses résultats et de son déroulement. L'évaluation du bombardement par les services du XXI Bomber Command attribue l'ampleur des dommages du bombardement incendiaire à la concentration des frappes sur une zone spécifique, avec des bombardiers attaquant dans un court laps de temps, et en bénéficiant des vents forts présents au-dessus de Tokyo.
Peu de préoccupations sont soulevées aux États-Unis pendant la guerre concernant la moralité de l'attaque sur Tokyo ou des bombardements incendiaires menés sur d'autres villes japonaises. Ces tactiques sont soutenues par la majorité des décideurs politiques et militaires ainsi que par les civils américains. L'historien Michael Howard observe que ces attitudes passives viennent du fait que les options disponibles à l'époque pour mettre fin à la guerre avec le Japon sont limitées, ce qui encourage l'adoption de méthodes brutales. Par exemple, Arnold et LeMay considèrent le raid du 10 mars et les bombardements incendiaires suivants comme nécessaires pour sauver des vies américaines en mettant rapidement fin à la guerre sans avoir à recourir à une invasion terrestre du Japon. Le président Franklin D. Roosevelt partage probablement aussi ce point de vue. Bien que le secrétaire à la Guerre Henry L. Stimson soit troublé par l'absence de réaction de l'opinion publique face aux bombardements incendiaires, il permet à ces opérations de se poursuivre jusqu'à la fin de la guerre.

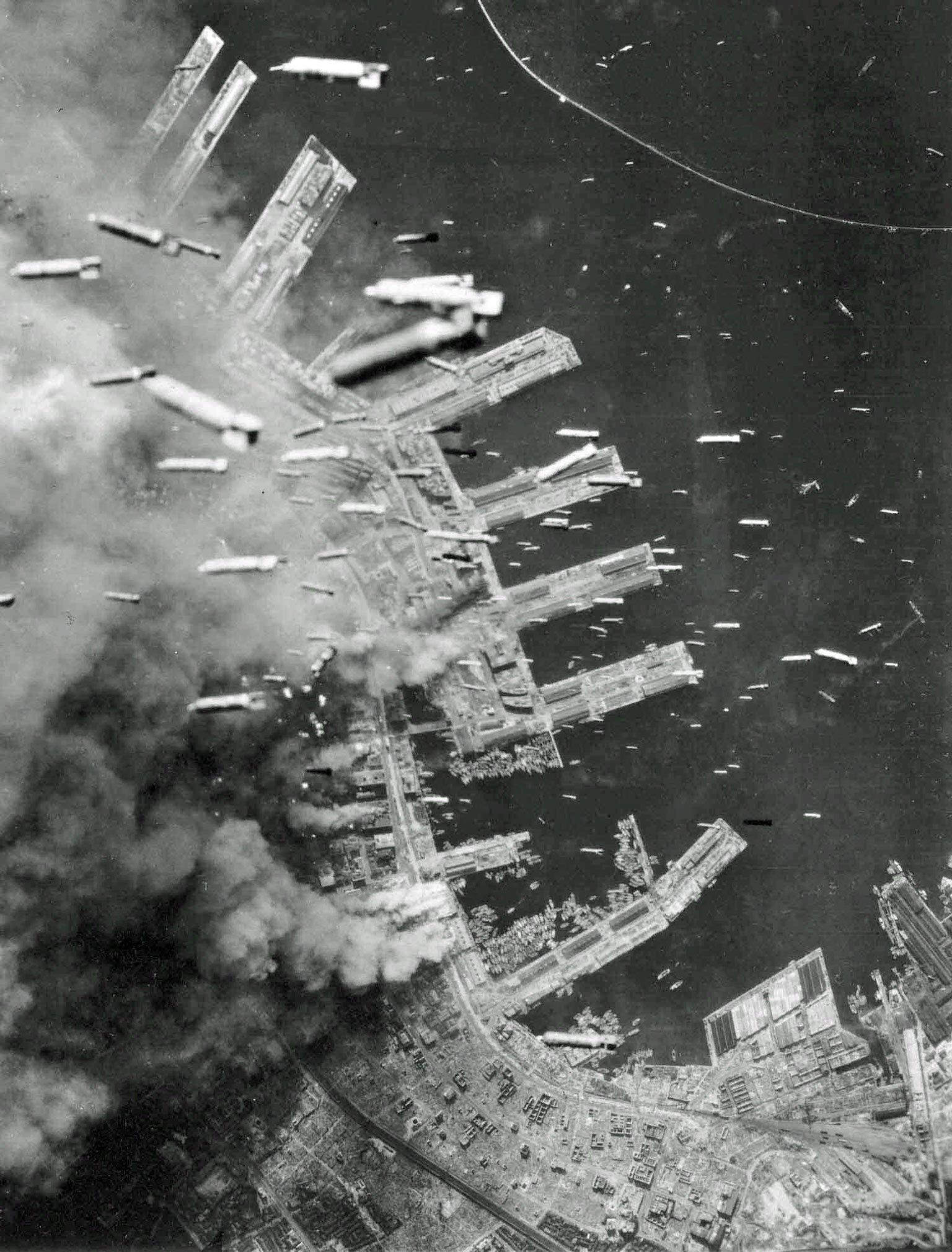
Bombes incendiaires américaines tombant sur le port de Kobe, le 4 juin 1945.

Le raid du 10 mars est suivi par des attaques similaires contre Nagoya dans la nuit du 11 au 12 mars, Osaka dans les premières heures du 14 mars, Kobe les 17 et 18 mars et de nouveau Nagoya la nuit suivante. Un raid de précision nocturne infructueux est également mené contre une usine de moteurs d'avions à Nagoya dans la nuit du 23 au 24 mars. Ce rythme soutenu ne ralentit que parce que le XXI Bomber Command épuise rapidement ses munitions incendiaires. En cumulé, tous ces bombardements brûlent 80 km2 de zones urbaines sur le seul mois de mars. Les pertes humaines des autres bombardements sont toutefois bien inférieures à celles du 10 mars, puisque chacune de ces opérations cause moins de 10 000 morts. Cela s'explique en bonne partie par de meilleures préparations des autorités japonaises, qui ont pris conscience avec l'opération Meetinghouse d'avoir gravement sous-estimé la menace.
Le gouvernement japonais tente d'abord de dissimuler l'étendue du raid du 10 mars, mais l'utilise rapidement à des fins de propagande. Un communiqué publié par le quartier général impérial le jour-même du bombardement déclare que seules « diverses parties de la ville ont été incendiées ». Cependant, des rumeurs sur l'étendue réelle de la dévastation se répandent rapidement dans tout le pays. En rupture avec la pratique habituelle de minimiser les dégâts causés par les attaques aériennes, le gouvernement japonais encourage ensuite les médias à souligner l'ampleur de la destruction afin de susciter la colère de la population contre les États-Unis. Des articles sur l'attaque figurent à la une de tous les journaux japonais le 11 mars. La couverture médiatique se concentre toutefois sur l'« immoralité » perçue de l'attaque et sur le nombre de B-29 abattus. Les articles de journaux des jours suivants évoquent peu l'ampleur des pertes humaines, et les rares photos publiées montrent peu de dégâts. Lorsque le diffuseur officiel du gouvernement japonais, Radio Tokyo, rapporte l'attaque, il la qualifie cependant de « bombardement massacre ». D'autres émissions de radio se concentrent sur les pertes de B-29 et sur le désir supposé des civils japonais de poursuivre la guerre. Les journaux américains, eux, se concentrent sur les destructions matérielles à Tokyo, évoquant peu les pertes humaines et n’incluant pas d’estimations du nombre de morts. Cela s'explique surtout par le fait que ces articles puisent dans les communiqués et des rapports de l’USAAF qui n'évaluent pas le nombre de victimes, davantage que par une quelconque censure.

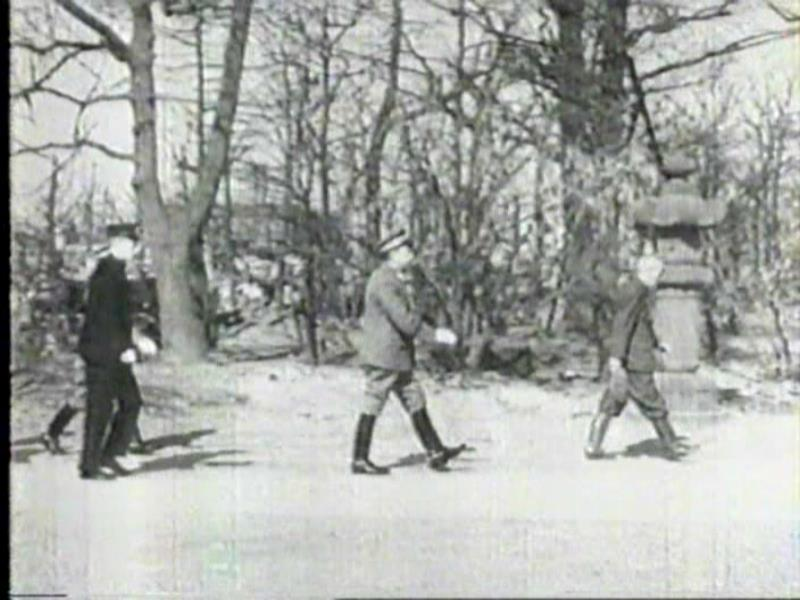
L'empereur Hirohito, en visite dans les ruines des quartiers bombardés de Tokyo, le 18 mars 1945.

L’attaque de Tokyo et les suivantes frappent en réalité gravement le moral des civils japonais : elles convainquent la majorité de la population que la situation de la guerre est pire que ce qu’admet le gouvernement. Ce dernier répond par une combinaison de répression — incluant de lourdes peines pour les personnes accusées de déloyauté ou de propagation de rumeurs — et de propagande visant à restaurer la confiance dans les mesures de défense aérienne et civile du pays. Ces mesures se révèlent toutefois généralement inefficaces.
Peu de mesures sont prises pour améliorer les défenses de Tokyo après le raid. La majorité des officiers supérieurs de la 10e division aérienne sont limogés ou réaffectés en guise de punition de l’échec du 10 mars. Seuls vingt avions supplémentaires sont envoyés à Tokyo pour renforcer la 10e division aérienne, et ils sont transférés ailleurs deux semaines plus tard en l'absence de nouvelles attaques contre la capitale. À partir d’avril, les Japonais réduisent leurs tentatives d’intercepter les raids aériens alliés afin de préserver leurs avions pour repousser l’invasion attendue du Japon. La 1re division antiaérienne reste active jusqu’à la fin de la guerre en août 1945. L’armée japonaise ne développera jamais de défenses adéquates contre les raids nocturnes : la force de chasseurs de nuit reste inefficace, et de nombreuses villes ne sont pas protégées par des canons antiaériens.

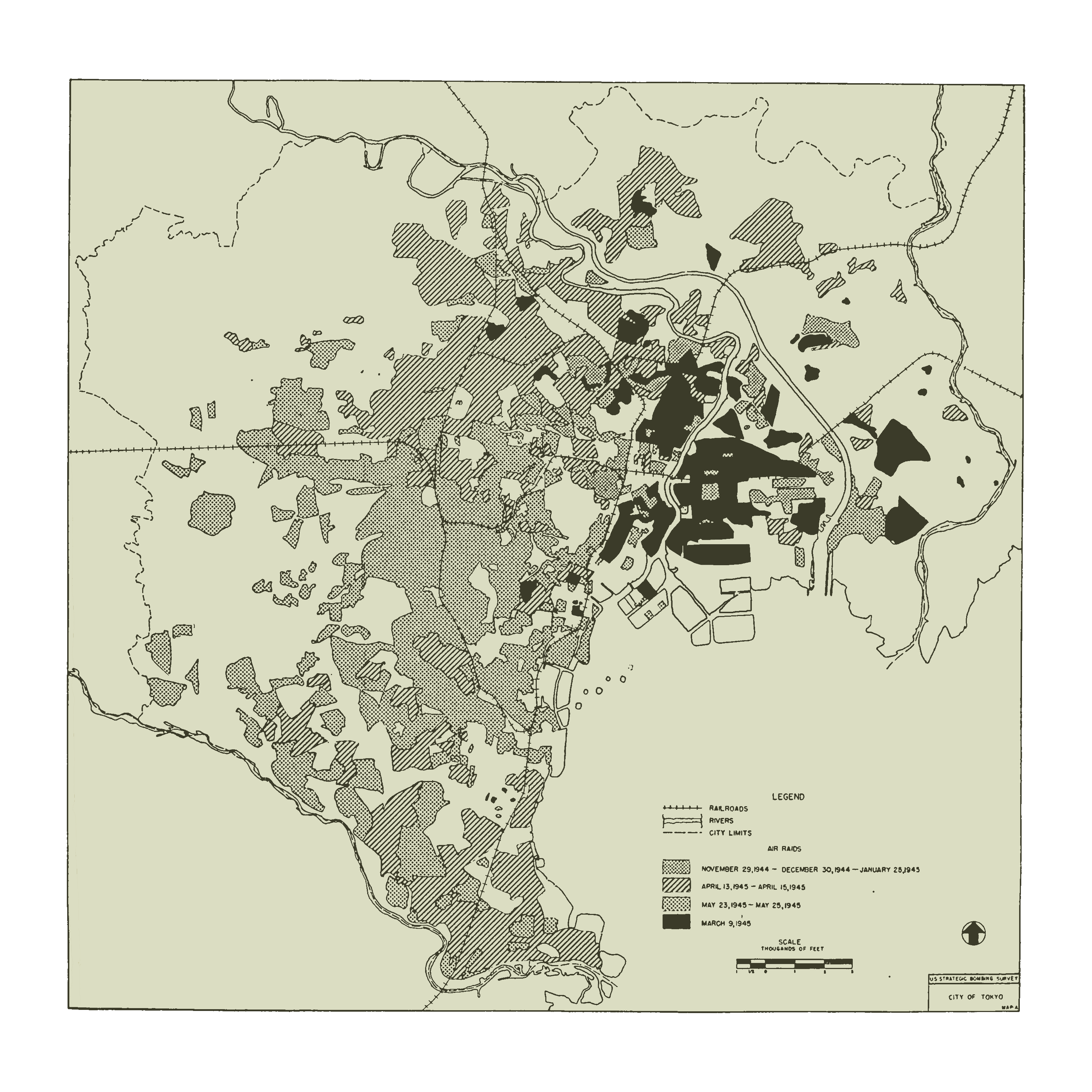
Carte de la campagne de bombardements stratégiques américains sur Tokyo du 29 novembre 1944 au 25 mai 1945. La zone en noir est celle détruite par l'opération Meetinghouse.

Entre avril et la mi-mai, le XXI Bomber Command se concentre principalement sur les attaques contre les aérodromes du sud du Japon afin de soutenir l’invasion d’Okinawa. À partir du 11 mai et jusqu’à la fin de la guerre, les B-29 mènent des bombardements de précision de jour lorsque les conditions météorologiques sont favorables, et des raids incendiaires de nuit contre les villes à tous les autres moments. De nouvelles attaques incendiaires sont menées contre Tokyo, la dernière ayant lieu dans la nuit du 25 au 26 mai. En tout, 50,8 % de la ville est détruite et plus de quatre millions de personnes sont sans abri après ces attaques. De nouveaux raids de bombardiers lourds contre Tokyo sont ensuite jugés inutiles, et la ville est retirée de la liste des cibles du XXI Bomber Command,. À la fin de la guerre, les opérations de bombardement incendiaire constituent 75 % des sorties effectuées par le XXI Bomber Command au cours du conflit.

### Influence sur la pensée militaire américaine
Dans la mémoire collective, les bombardements les plus marquants subis par le Japon sont les deux bombardements nucléaires d'août 1945. Cependant, l'opération Meetinghouse et les raids incendiaires qui l'ont suivi ont nettement plus influencé la pensée militaire américaine, de la guerre froide à l'époque moderne. L'armée américaine s'est accoutumée pendant la Seconde Guerre mondiale à frapper des cibles civiles depuis les airs, et a réussi en partie grâce à cela à faire plier le Japon sans avoir à l'envahir. L'usage immodéré de la puissance aérienne par l'armée américaine au détriment des populations va donc se poursuivre ensuite, tout particulièrement durant la guerre de Corée (1950-1953) et la guerre du Vietnam (1955-1975), mais aussi dans des conflits plus tardifs.

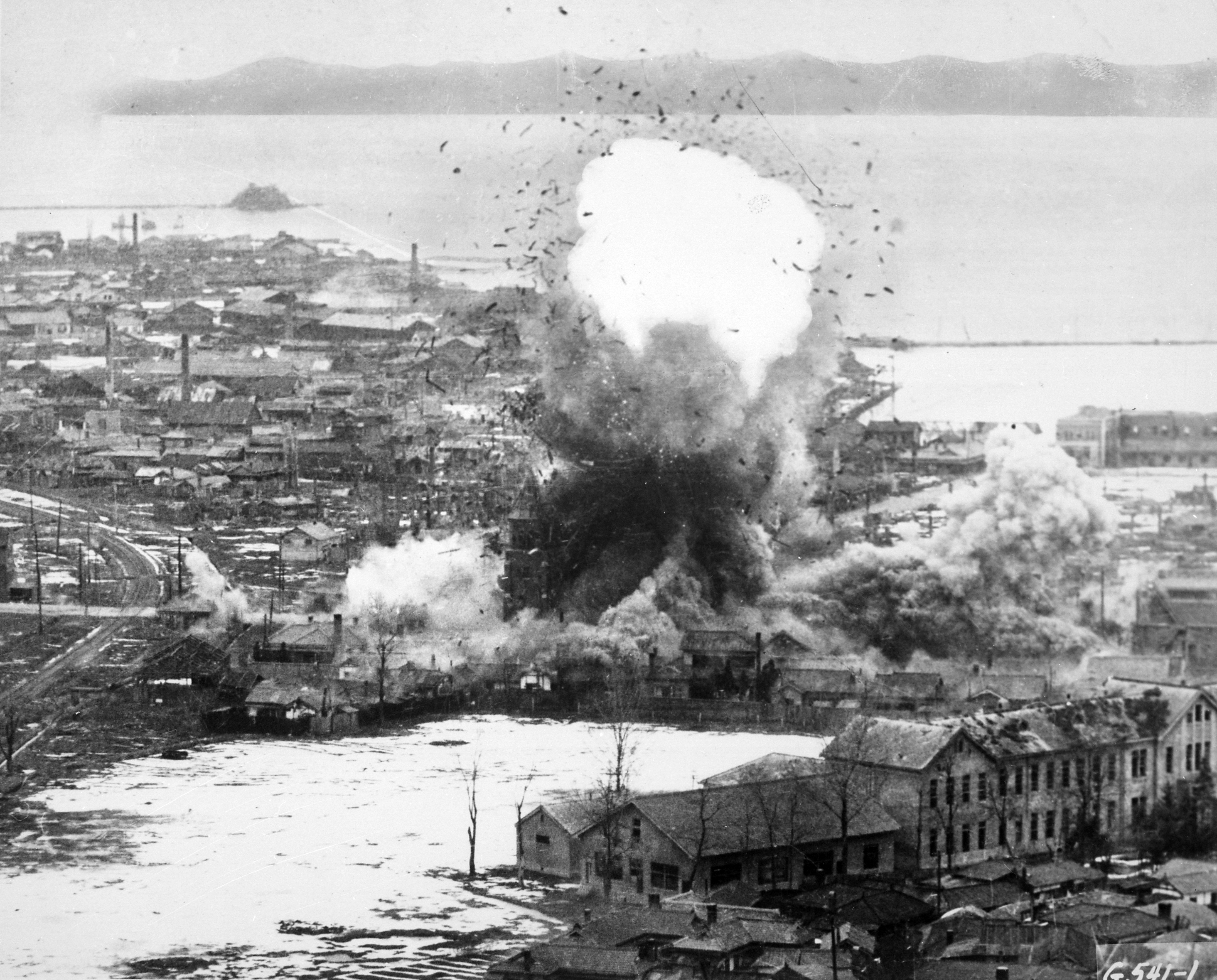
Bombardement des installations portuaires de Wonsan en 1951.

Durant la guerre de Corée, l'US Air Force déverse 635 000 tonnes de bombes, dont plus de 32 000 tonnes de napalm sur la Corée du Nord. L'historien américain Bruce Cummings dit que les États-Unis ont « bombardé le Nord pendant trois ans en ne [se] souciant guère des victimes civiles. Les attaques aériennes allaient de l'utilisation généralisée et continue de bombes incendiaires (principalement au napalm) aux menaces d'utiliser des armes nucléaires et chimiques. ». Pour lui, cette campagne est une prolongation des opérations aériennes de la Seconde Guerre mondiale. Malgré une envie initiale d'éviter les pertes civiles, une « dynamique d'escalade » semblable à celle de la Seconde Guerre mondiale est à l’œuvre en Corée et aboutit aux bombardements incendiaires meurtriers de Sinŭiju, Kanggye ou Pyongyang et d'autres villes. Cette campagne apparaît d'autant plus destructrice que la Corée du Nord n'a pas les capacités industrielles de l'Allemagne ou du Japon, et que les raids se contentent donc de tuer des civils et de détruire des infrastructures sans influencer réellement le cours de la guerre. L'architecte de la campagne de bombardements contre la Corée du Nord n'est autre que Curtis LeMay, qui reprend pour l'essentiel les politiques qu'il a employées contre le Japon. Dès le début du conflit coréen, il fait la demande de « déchaîner le SAC (Strategic Air Command) avec des bombes incendiaires », mais n'en obtient pas l'autorisation du président Truman. Il est finalement autorisé à bombarder massivement la Corée du Nord par la suite, alors que la guerre s'enlise. Cette hésitation va affaiblir sa confiance dans l'autorité présidentielle, et lui fera dire : « On a tué quoi, 20 % de la population de la Corée du Nord ? Tout le monde trouvait ça normal, mais tuer quelques personnes dès le début, non, ça, on n'arrive pas à l'accepter. ».
Durant la guerre du Vietnam, les États-Unis lancent plusieurs campagnes de bombardements aériens, en partie sous l'influence de Robert McNamara, un ancien statisticien qui a participé à la planification des raids sur Tokyo, Hiroshima et Nagasaki puis est devenu secrétaire américain à la Défense de 1961 à 1968. Les opérations Rolling Thunder, Menu et Linebacker I et II se succèdent sans obtenir de résultats militaires significatifs, mais font par contre beaucoup de victimes civiles et endommagent gravement l'image des États-Unis dans le monde. Dans la mémoire collective et les œuvres culturelles sur cette guerre, l'emploi par l'armée américaine de bombes au napalm et de tactiques incendiaires est omniprésent.
L'usage par l'armée américaine de la puissance aérienne contre des cibles civiles va se poursuivre durant les décennies suivantes. Pendant les bombardements de l'OTAN sur la Yougoslavie en 1999, elle emploie des armes à sous-munitions et tue entre 500 et 2 000 civils, puis pendant les guerres du Golfe, d'Irak et d'Afghanistan elle affirme viser des objectifs militaires mais accepte aussi régulièrement la mort de civils en tant que « dommages collatéraux ».

## Mémoire

### Commémoration officielle et attitude du gouvernement japonais

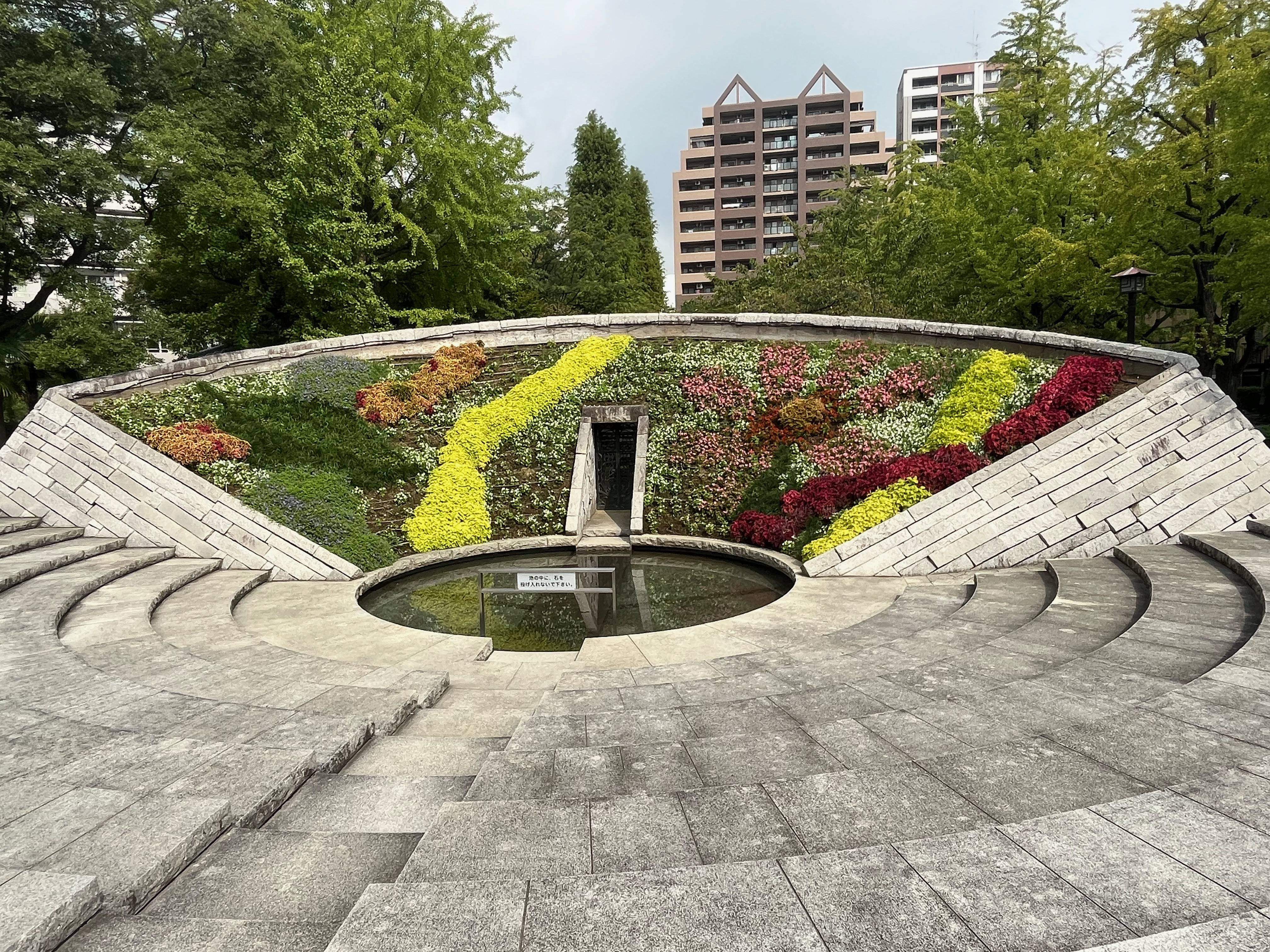
Mémorial aux Victimes des raids aériens sur Tokyo et pour la Poursuite de la Paix, dans le parc Yokoamichō. Le mémorial liste 105400 de victimes identifiées.

À la suite de la guerre, les corps qui ont été enterrés dans des fosses communes sont exhumés et incinérés. Les cendres sont ensuite inhumées dans un ossuaire situé dans le parc Yokoamichō de Sumida-ku, initialement établi pour accueillir les restes de 58 000 victimes du séisme de 1923. Une cérémonie bouddhiste y est célébrée chaque année depuis 1951, le 10 mars, pour commémorer le bombardement. Plusieurs petits mémoriaux de quartier sont également érigés dans les années qui suivent dans les zones touchées. Le 10 mars est désigné comme la Journée de la paix de Tokyo par l’Assemblée métropolitaine de Tokyo en 1990.

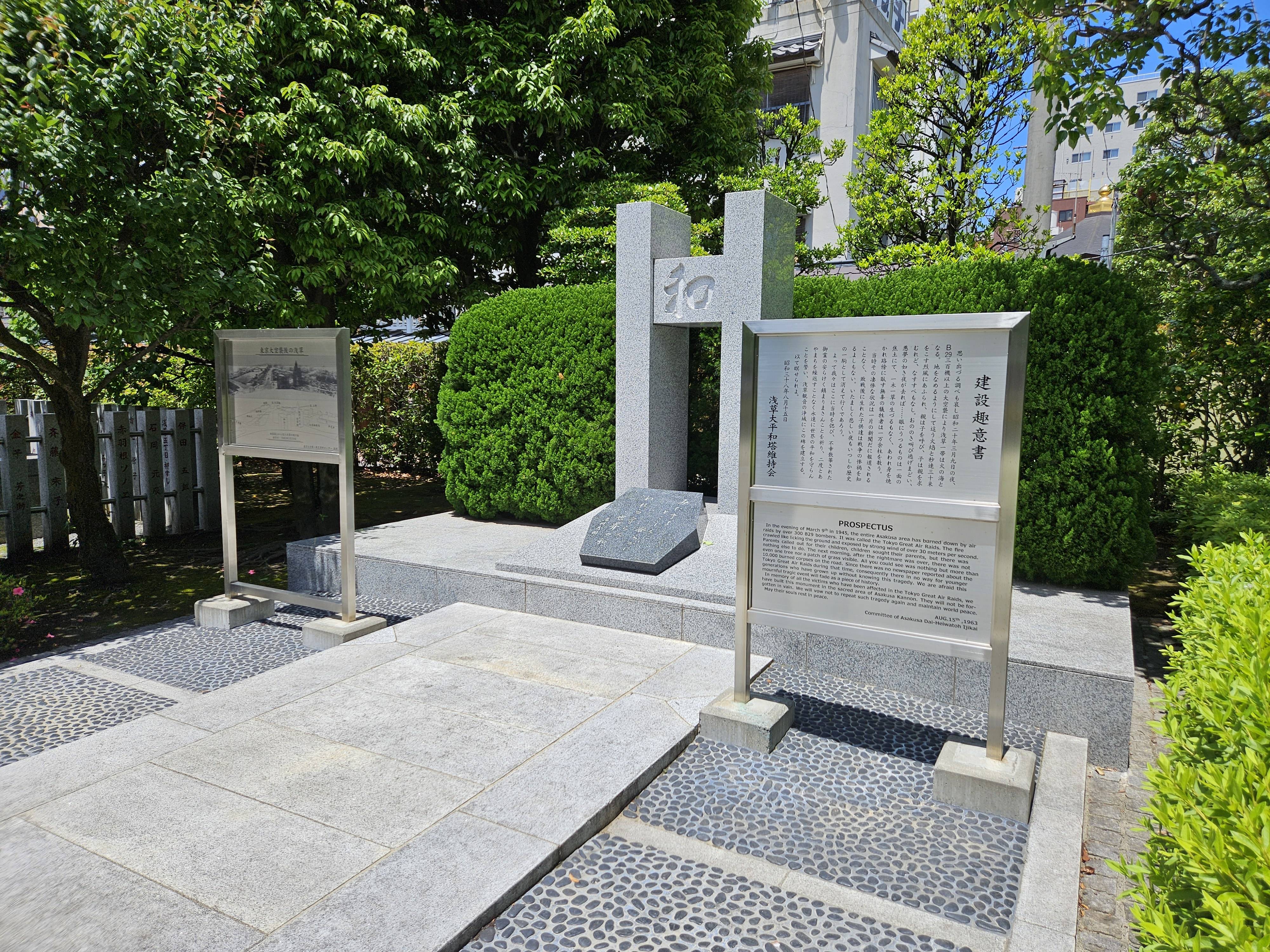
Monument commémoratif du raid aérien du 10 mars 1945, installé en 1963 au Sensō-ji dans le quartier d'Asakusa à Tokyo.

Peu d'autres mémoriaux sont érigés pour commémorer l'attaque dans les décennies qui suivent la guerre. Dès les années 1970, des efforts sont entrepris pour construire un musée officiel de la paix à Tokyo afin de commémorer le bombardement, mais l’Assemblée métropolitaine de Tokyo annule le projet en 1999 après plusieurs critiques l'accusant notamment d'être « anti-japonais » ou « masochiste »,. À la place, le mémorial « Demeure du souvenir », dédié aux civils tués dans le bombardement, est érigé dans le parc Yokoamichō et inauguré en mars 2001.
Un groupe de citoyens mené par l’écrivain et survivant du raid Katsumoto Saotome, très actif dans la campagne pour le musée de la paix, fonde le Centre des bombardements de Tokyo et des dommages de guerre (東京大空襲・戦災資料センター, Tōkyō Daikūshū Sensai Shiryō Sentā) avec des fonds privés, puisqu'il n'obtient aucun financement public. Le centre ouvre en 2002,,. En 2015, ce centre constitue la principale source d'information au Japon sur les bombardements incendiaires. Une petite section du musée d'Edo-Tokyo aborde également les bombardements aériens sur la ville. De nombreux survivants constatent ainsi au tournant des années 2020 un relatif oubli de cet événement : l'ancien militaire Rokuya Nagatani se lance en 2018 dans la peinture après avoir eu le sentiment que la réalité du bombardement était en train d'être oubliée, tandis que la réduction de l'échelle des commémorations officielles pendant la pandémie de Covid-19 fait craindre aux survivants une perte de la mémoire de la guerre chez les jeunes générations. Plusieurs documentaires sur le raid sont produits à la même période, en se basant justement sur les témoignages des derniers survivants, notamment à la faveur du regain de tensions internationales au début des années 2020, avec l'invasion russe de l'Ukraine et les bombardements massifs de la bande de Gaza par Israël,. 
Selon l’universitaire Cary Karacas, l’une des raisons pour lesquelles les commémorations officielles du bombardement restent discrètes au Japon est que le gouvernement refuse de reconnaître « que c’est le Japon qui a lancé les tout premiers raids aériens sur les villes asiatiques ». Il soutient que le gouvernement japonais préfère mettre l’accent sur les bombardements atomiques d’Hiroshima et de Nagasaki, car la commémoration de ces événements « renforce le stéréotype du Japonais en tant que victime » pendant la guerre.
En 2007, un groupe de survivants du bombardement du 10 mars, ainsi que des familles de victimes, intentent une action en justice afin d’obtenir des excuses et des compensations de la part du gouvernement japonais. Dans le cadre de cette procédure, les plaignants affirment que l'opération Meetinghouse constitue un crime de guerre, et que le gouvernement a eu tort d’accepter certaines clauses du traité de San Francisco signé en 1951, qui voient le Japon renoncer à toute demande de réparation envers les États-Unis pour ce type d’actes. Ils soutiennent également que le gouvernement a enfreint la Constitution d’après-guerre en indemnisant les militaires victimes du raid et leurs familles, tout en excluant les civils. Le gouvernement japonais répond qu’il n’a aucune obligation de compenser les victimes civiles des bombardements. En mars 2009, le tribunal de district de Tokyo rejette la plainte et donne raison à l’État japonais. Depuis ce verdict, une campagne citoyenne milite pour l’adoption d’une loi visant à indemniser les survivants civils du raid.

### Perception du bombardement de Tokyo comme crime de guerre
L'opération Meetinghouse est parfois considérée comme un crime de guerre, mais cette question est complexe et globalement irrésolue en raison du peu d'encadrement juridique de ce genre d'opérations à l'époque. Durant la Seconde Guerre mondiale, les Règles de La Haye de 1923 concernant la guerre aérienne (signées par le Japon et les États-Unis) sont censées fournir un cadre aux belligérants afin de limiter le ciblage d'objectifs civils. Elles stipulent (article 22) que « Le bombardement aérien, dans le but de terroriser la population civile ou de détruire ou d'endommager la propriété privée sans caractère militaire ou de blesser les non-combattants, est interdit. ». Le bombardement d'objectifs militaires impliquant par la même occasion un bombardement indiscriminé de civils est aussi proscrit.
Le Japon produit en 1937 un « Standard pour la guerre aérienne » fortement inspiré de ce traité international. Cependant, l'Empire du Japon argumente après les bombardements de Chongqing que toute ville défendue par des avions et des canons anti-aériens constitue une cible militaire valide. Selon ce même raisonnement, le bombardement américain de Tokyo peut donc être considéré comme valide. Au moment de la guerre, la question de savoir si l'opération Meetinghouse est un crime de guerre ne se pose pas pour le public des pays alliés, trop marqué par les crimes de guerre japonais et des années de conflit : Gregory Clark, ancien diplomate australien et vice-président de l'université d'Akita, se souvient ainsi qu'il « faut replacer cela dans son contexte. Tout ce dont je me souviens, c'est que, enfant, nous avons applaudi lorsque nous avons appris que le Japon avait été bombardé ».

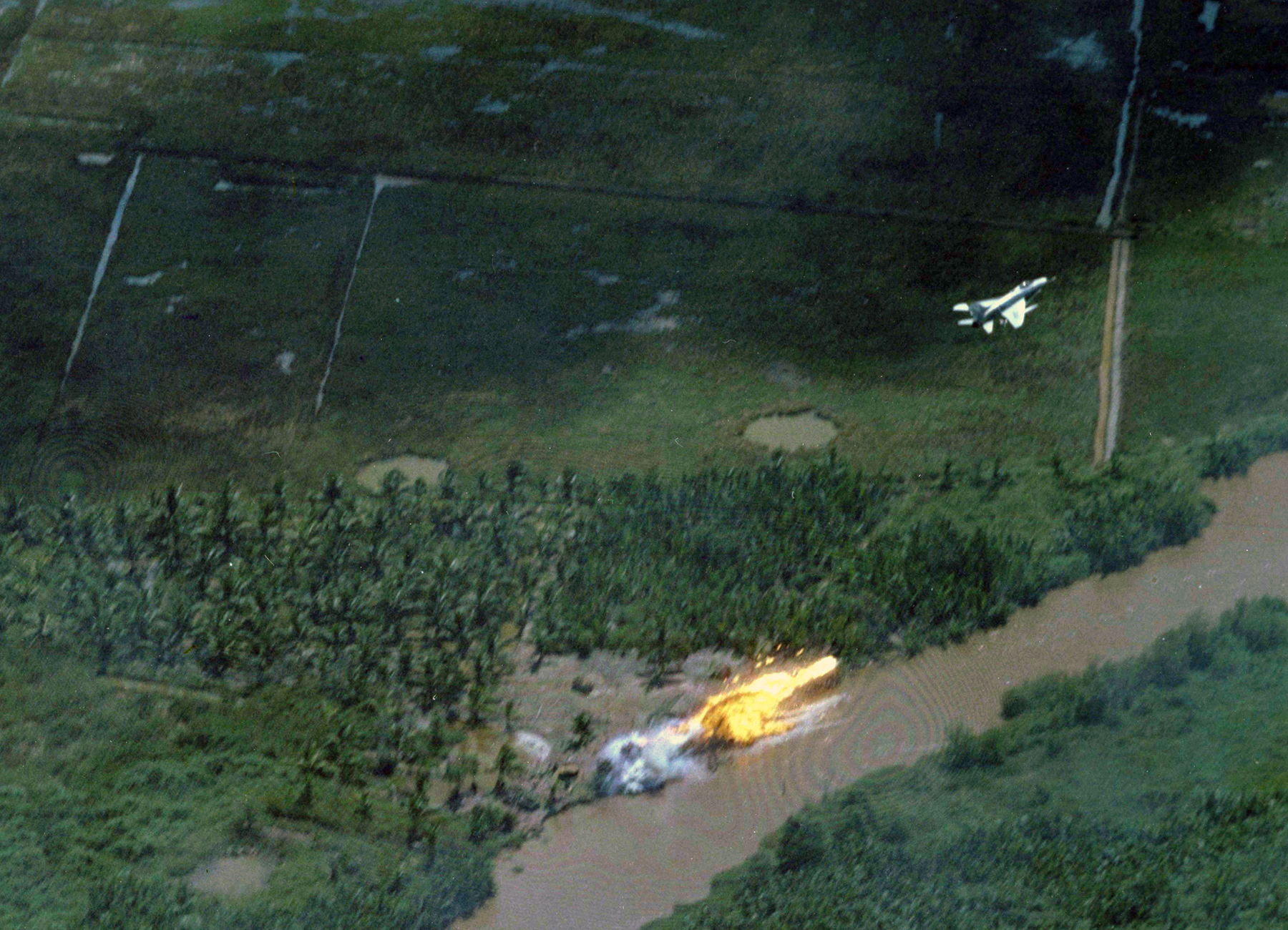
F-100D Super Sabre américain larguant une bombe incendiaire au napalm sur une cible vietcong présumée, en mars 1966. Robert McNamara, le Secrétaire à la Défense à cette époque avait eu un rôle mineur dans la planification des bombardements incendiaires sur le Japon puis des bombardements nucléaires.

Sur la légalité et la moralité de la campagne de bombardements incendiaires qu'il a menée, Curtis LeMay dit ceci : « Tuer des Japonais ne me dérangeait pas beaucoup à l'époque. Je suppose que si j'avais perdu la guerre, j'aurais été jugé comme criminel de guerre. Chaque soldat réfléchit aux aspects moraux de ses actes. Mais toute guerre est immorale et si cela vous dérange, vous n'êtes pas un bon soldat. ». LeMay reste évidemment une figure controversée au Japon. En 2025 encore, une pétition est lancée par un groupe d'activistes japonais pour lui retirer l'Ordre du Soleil levant, qui lui avait été accordé en 1964 pour son rôle dans la création de la Force aérienne d'autodéfense japonaise.
D'autres responsables américains ont des attitudes similaires à LeMay, soulignant qu'à l'époque selon eux, rien n'interdisait formellement le bombardement incendiaire de cibles civiles. Dans le documentaire Brume de guerre sorti en 2003, Robert McNamara déclare : « Y avait-il alors une règle qui disait qu'il ne fallait pas bombarder, ne pas tuer, ne pas brûler vifs cent mille civils en une seule nuit ? ».

### Historiographie
Les études historiques sur le bombardement de Tokyo ne commencent pas avant les années 1970, pour deux raisons : les archives militaires américaines ne commencent à être déclassifiées qu'à cette époque, et la guerre du Vietnam remet sur le devant de la scène les dommages causés aux civils par les guerres.
De nombreux historiens considèrent que l'opération Meetinghouse constitue un succès militaire pour les États-Unis et marque le début de la période la plus « efficace » des raids aériens contre le Japon, en brisant à la fois l'industrie militaire nippone et la volonté de combattre d'une partie de la population. L’histoire officielle de l’USAAF estime que l’attaque atteint pleinement les objectifs de LeMay et que celle-ci, ainsi que les raids incendiaires qui suivent, contribuent à raccourcir la guerre. Plus récemment, l'historienne Tami Davis Biddle affirme dans The Cambridge History of the Second World War que « le bombardement de Tokyo marque un tournant spectaculaire dans la campagne aérienne américaine en Extrême-Orient : faisant suite à de nombreux mois de frustration, il libère toute la puissance industrielle américaine contre un Japon vacillant ». Mark Lardas ajoute que l’opération du 10 mars constitue seulement le deuxième raid réellement réussi sur le Japon (après celui contre une usine aéronautique le 19 janvier), et que « la décision de LeMay de passer du bombardement de précision aux missions incendiaires à basse altitude » représente le facteur le plus déterminant du succès final de la campagne de bombardement stratégique.

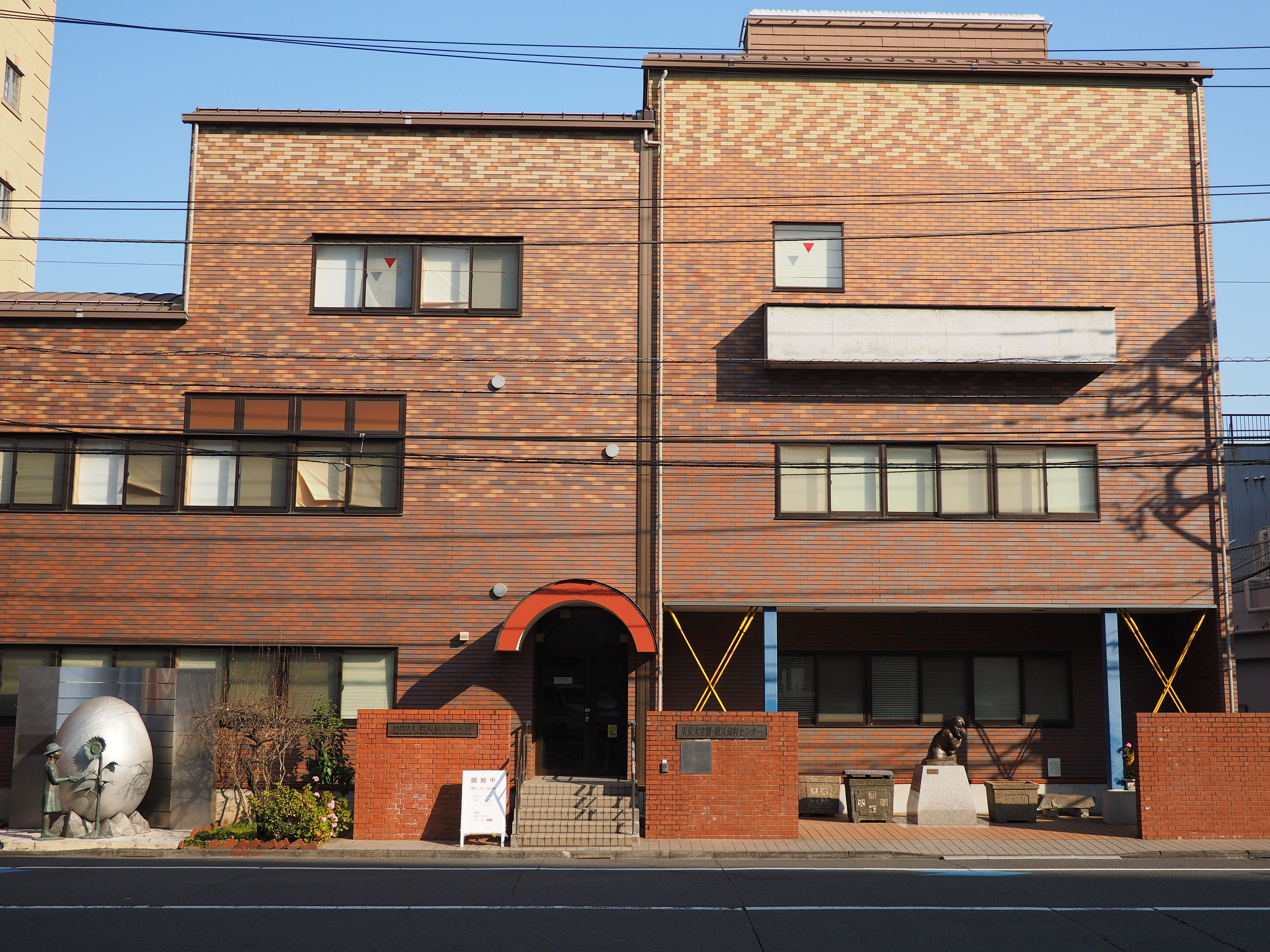
Le

Les historiens soulignent également l'importance de l'opération Meetinghouse dans la transition opérée par l’USAAF qui passe d’une stratégie centrée sur le bombardement de précision à des bombardements de zone. Conrad C. Crane observe que « le recours aux bombardements incendiaires marque une nouvelle étape dans l'escalade vers la guerre totale, et représente l'aboutissement de tendances amorcées dans la guerre aérienne contre l'Allemagne ». Kenneth P. Werrell souligne que dans la mémoire collective les bombardements incendiaires des villes japonaises, ainsi que les attaques atomiques, « en viennent à symboliser la campagne de bombardement stratégique contre le Japon. Tout le reste, diront certains, n’en est qu’un prélude ou un à-côté ». Des historiens tels que Biddle, William W. Ralph et Barrett Tillman soutiennent également que la décision de recourir aux bombes incendiaires est motivée par la volonté d’Arnold et de LeMay de démontrer l’efficacité des B-29 et de prouver qu’une force de bombardement stratégique peut constituer une arme décisive pour une nation, capable de gagner des guerres dans le futur,,. 
À l’instar du bombardement de Dresde en février 1945, celui de Tokyo le 10 mars 1945 est souvent cité comme exemple par les historiens et commentateurs cherchant à critiquer l'éthique des campagnes de bombardement stratégique menées par les Alliés. La moralité et l’efficacité de ces campagnes sont largement questionnées après la guerre. Ainsi, Selden affirme que l’attaque sur Tokyo marque le début d’une « approche américaine de la guerre qui cible des populations entières en vue de leur anéantissement ». Dans le cadre de sa critique générale des bombardements de zone alliés sur les villes allemandes et japonaises, le philosophe britannique Anthony Grayling estime que le raid du 10 mars était « inutile et disproportionné ».
Selon certains historiens, le sentiment antijaponais aurait motivé l’adoption des tactiques incendiaires contre le Japon, contrairement à la campagne contre l’Allemagne au cours de laquelle l’accent est davantage mis sur les bombardements de précision (malgré des destructions et des pertes humaines là aussi très lourdes). Werrell reconnaît que le racisme a pu jouer un rôle dans les décisions américaines, mais considère que « de nombreux autres facteurs, plus significatifs », sont en cause. Frank aboutit à des conclusions similaires. Il soutient que l’USAAF aurait utilisé les bombardements incendiaires en Europe si les villes allemandes avaient été aussi vulnérables au feu que les villes japonaises, et si le renseignement sur l’économie de guerre allemande avait été aussi lacunaire que celui concernant la production japonaise. Tillman ajoute que le bombardement de zone constituait de toute façon la seule option tactique viable pour l’USAAF, compte tenu de l’échec de la campagne de bombardements de précision.
Après le bombardement, l’empereur Hirohito visite les zones sinistrées le 18 mars 1945. Les historiens divergent sur l’impact de cette expérience : Bradley estime que cette visite convainc Hirohito que la guerre est perdue. Tillman affirme au contraire que le raid n’a aucun effet sur l’empereur, tandis que Frank soutient qu’Hirohito continue d’appuyer la poursuite de la guerre jusqu’à la mi-1945,. Le Japon ne capitule qu’à la mi-août 1945, quelques jours après les bombardements atomiques d’Hiroshima et Nagasaki.